# Nike Zeus
Nike Zeus là một hệ thống tên lửa chống tên lửa đạn đạo (ABM) được phát triển bởi quân đội Mỹ trong cuối thập kỷ 1950 đầu thập kỷ 1960 nhằm tiêu diệt các đầu đạn tên lửa liên lục địa của Liên Xô trước khi chúng tới được mục tiêu. Hệ thống này được thiết kế bởi nhóm Nike của phòng thí nghiệm Bell, và ban đầu dựa trên thiết kế của tên lửa phòng không MIM-14 Nike Hercules trước đó cũng do Bell phát triển. Phiên bản đầu tiên, Zeus A, được thiết kế để đánh chặn tên lửa ICBM trong bầu khí quyển, trang bị đầu đạn hạt nhân W31 có đương lượng nổ 25 kiloton. Trong quá trình phát triển, nhóm thiết kế được yêu cầu phát triển tên lửa để có khả năng bảo vệ một khu vực rộng lớn hơn và đánh chặn đầu đạn tên lửa ở độ cao lớn hơn. Điều này dẫn đến một thiết kế hoàn toàn mới, Zeus B, ký hiệu XLIM-49, trang bị đầu đạn W50 có đương lượng nổ 400 kiloton. Trong các vụ phóng thử, phiên bản Zeus B cho thấy khả năng đánh chặn đầu đạn tên lửa, thậm chí nó có thể đánh chặn vệ tinh.
Sự phát triển tên lửa chiến lược của Liên Xô đã thay đổi đáng kể trong thời kỳ Zeus đang được phát triển. Dự kiến ban đầu Mỹ chỉ phải đối mặt với vài chục ICBM của Liên Xô nên việc xây dựng hệ thống tên lửa phòng thủ trên phạm vi toàn nước Mỹ là khả thi, mặc dù tốn kém. Năm 1957, mối lo ngại về một cuộc tấn công hạt nhân bất ngờ từ Liên Xô ngày càng tăng khiến Zeus phải được bố trí lại để bảo vệ các căn cứ máy bay ném bom của Bộ Tư lệnh Không quân Chiến lược, đảm bảo lực lượng máy bay chiến lược mang bom hạt nhân sẽ sống sót trước vụ tấn công hạt nhân phủ đầu. Khi Liên Xô tuyên bố sẽ sản xuất tên lửa nhanh như sản xuất xúc xích, thì Mỹ lại phải đối mặt với vấn đề phải chế tạo đủ tên lửa Zeus để đánh chặn chúng. Không quân Mỹ cho rằng có thể thu hẹp khoảng cách về tên lửa ICBM này bằng cách chế tạo thêm ICBM của riêng mình. Thêm vào các tranh luận về triển khai Zeus, một số vấn đề kỹ thuật xuất hiện cho thấy Zeus sẽ khó có thể chống lại một cuộc tấn công với các tên lửa ICBM tinh vi hơn của Liên Xô.
Hệ thống này là tâm điểm của cuộc đối đầu giữa lục quân và không quân Hoa Kỳ. Vào thời điểm cuối những năm 1960 nó đã trở thành một vấn đề chính trị lớn. 
Quyết định về việc tiếp tục phát triển hệ thống Zeus cuối cùng nằm ở Tổng thống John F. Kennedy , người bị lôi kéo vào những tranh cãi về hệ thống này. Năm 1963, Bộ trưởng Quốc phòng Hoa Kỳ, Robert McNamara, thuyết phục Kennedy hủy bỏ Zeus. McNamara muốn tập trung nguồn vốn của mình vào các nghiên cứu về các khái niệm ABM mới đang được ARPA xem xét, với lựa chọn Nike-X để giải quyết các vấn đề khác nhau của hệ thống Zeus bằng cách sử dụng tên lửa tốc độ cực cao Sprint, cùng với các hệ thống máy tính và radar được cải tiến đáng kể. Bãi thử nghiệm Zeus được xây dựng tại Kwajalein, và trong một thời gian nó được thử nghiệm để làm vũ khí tiêu diệt vệ tinh

## Lịch sử

### Những nghiên cứu ban đầu về ABM
Những nghiên cứu đầu tiên về việc dùng tên lửa đánh chặn tên lửa liên lục địa được thực hiện bởi Không quân Mỹ vào năm 1946 khi hai dự án (Project Wizard và Project Thumper) được nghiên cứu để giải quyết vấn đề bắn hạ tên lửa đạn đạo V-2. Những dự án này tập trung vào việc giải quyết mối đe dọa từ các tên lửa đạn đạo, đòi hỏi thời gian đánh chặn của hệ thống phải rất nhanh, và phải có khả năng đánh chặn từ khoảng cách lớn. Các hệ thống radar thời kỳ này rất khó để phát hiện tên lửa đạn đạo từ một khoảng cách như vậy, và thậm chí nếu như nó phát hiện được tên lửa thì hệ thống chỉ huy và điều khiển sẽ không thể truyền tải thông tin đến khẩu đội tên lửa đánh chặn kịp thời. Nhiệm vụ đánh chặn tên lửa đạn đạo dường như là bất khả thi ở thời điểm đó.
Để có thể đánh chặn ICBM, hệ thống phòng thủ phải có khả năng đánh chặn ở tầm xa. Mặc dù tên lửa ICBM bay với tốc độ rất lớn, nhưng quỹ đạo bay cao của tên lửa ICBM khi chúng còn ở bên ngoài khí quyển khiến việc phát hiện sớm tên lửa ICBM đơn giản hơn và cũng có nhiều thời gian để hệ thống phòng thủ đánh chặn. Cả hai dự án đã được tiếp tục phát triển theo hướng này. Chúng được tiếp tục triển khai bởi Không quân Mỹ sau khi tách khỏi Lục quân Mỹ kể từ năm 1947. Không quân Mỹ đã gặp hạn chế đáng kể về ngân sách và phải hủy bỏ dự án Thumper vào năm 1949 để dành quỹ đầu tư cho chương trình tên lửa đất đối không GAPA. Năm tiếp theo, khoản tài trợ của dự án Wizard cũng được chuyển cho GAPA để phát triển một thiết kế SAM tầm xa mới mà một thập kỷ sau đó sẽ xuất hiện với tên gọi CIM-10 Bomarc. Nghiên cứu về hệ thống chống tên lửa đạn đạo (ABM) của Không quân Hoa Kỳ đã bị hủy bỏ, dù chưa chính thức.

### Tên lửa phòng không Nike II

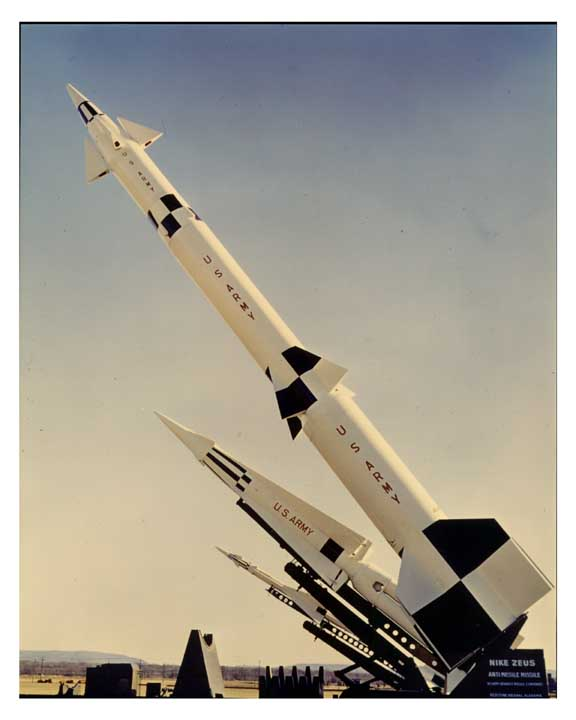
Dòng tên lửa Nike, với tên lửa Nike B (Nike Zeus) ở phía trước Nike Hercules và Nike Ajax.

Tính đến đầu những năm 1950, Lục quân Hoa Kỳ công bố bắt đầu dự án tên lửa phòng không Nike và Nike B. Những dự án này được tiến hành bởi Phòng thí nghiệm Bell kết hợp với công ty hàng không Douglas.
Lục quân Hoa Kỳ đã liên hệ với đại học Johns Hopkins để xem xét việc phát triển một hệ thống phòng thủ chống tên lửa liên lục địa dựa trên hệ thống tên lửa Nike.Trong khi nghiên cứu này vẫn đang được tiến hành, vào tháng 2 năm 1955, Lục quân Mỹ bắt đầu đàm phán ban đầu với Bell, và vào tháng 3, họ đã ký hợp đồng với nhóm Nike của Bell để bắt đầu một nghiên cứu chi tiết kéo dài 18 tháng về vấn đề thiết lập một hệ thống phòng thủ dựa trên tên lửa MIM-14 Nike Hercules với tên gọi Nike II.
Bell đánh giá có nhiều mối đe dọa với tầm hoạt động khác nhau, từ các máy bay phản lực hiện tại đến các máy bay sử dụng động cơ ramjet tương lai với tốc độ lên đến 3.000 hải lý trên giờ (5.600 km/h), tên lửa đạn đạo tầm ngắn như V-2 có tốc độ tương đương, và tốc độ khi hồi quyển của đầu đạn là 14.000 hải lý trên giờ (26.000 km/h).Phòng thí nghiệm Bell từ đó đưa ra ý tưởng sử dụng một dòng tên lửa phòng không với tầng khởi tốc nhiên liệu rắn của tên lửa MIM-14 Nike Hercules. Về bản chất MIM-14 có thể đánh chặn tất cả các mục tiêu đặt ra bằng cách thay đổi giữa hai tầng tên lửa bên trên; một loại có cánh để sử dụng trong khí quyển chống lại mục tiêu là máy bay, và một loại khác có cánh tiền nghiệm và trang bị động cơ lực đẩy vectơ để đánh chặn mục tiêu ngoài khí quyển.
Cân nhắc về vấn đề đánh chặn ICBM, các nghiên cứu đi đến việc gợi ý phát triển một hệ thống phòng thủ có thể đánh chặn ICBM từ giai đoạn ban đầu. Những nghiên cứu cũng xem xét việc đánh chặn ICBM khi nó đang ở pha giữa, cũng như vào thời điểm ICBM đạt đến điểm cao nhất trong quỹ đạo và đang bay với tốc độ chậm nhất. Tuy nhiên những hạn chế thực tế đã loại bỏ khả năng này, vì nó yêu cầu tên lửa phòng thủ của ABM phải được phóng cùng lúc với ICBM để có thể đánh chặn ở pha giữa và điều này không thể thực hiện được. Việc đánh chặn tên lửa trong giai đoạn cuối, dường như là giải pháp khả thi duy nhất.
Bell quay trở lại nghiên cứu sâu hơn, và nghiên cứu đưa ra vào ngày 4 tháng 1 năm 1956, đã chứng minh sự cần thiết phải đánh chặn các đầu đạn bay tới ở độ cao 100 dặm (160 km), và Bell cho rằng điều này là khả thi đối với một phiên bản nâng cấp của tên lửa Nike B.Có một vận tốc cuối lên đến 5 dặm mỗi giây (18.000 dặm một giờ (29.000 km/h)), kết hợp với thời gian để tên lửa đánh chặn bay tới độ cao của RV, yêu cầu là hệ thống phòng thủ phải phát hiện được đầu đạn RV ở cách xa khoảng 1.000 dặm (1.600 km). Do kích thước tương đối nhỏ của RV và số lượng radar cảnh báo sớm hạn chế, để có thể phát hiện đầu đạn hồi quyển ở khoảng cách này thì yêu cầu radar sẽ phải rất mạnh.
Để đảm bảo tiêu diệt RV, hoặc ít nhất là khiến đầu đạn bên trong nó bị vô hiệu hóa, đầu đạn hạt nhân W31 trên tên lửa đánh chặn sẽ phải được kích hoạt khi nó cách RV vài trăm feet. Với độ phân giải góc của các radar hiện có, điều này làm giảm cự ly đánh chặn của tên lửa. Bell đã cân nhắc đến việc sử dụng đầu dò radar chủ động, giúp cải thiện độ chính xác cho tên lửa đánh chặn khi bay về phía đầu đạn RV, nhưng kích thước thiết kế của đầu dò vẫn còn quá lớn nên không thể thực hiện được.Hệ thống dẫn đường cho tên lửa theo lệnh mà trước đó đã trang bị trên các phiên bản cũ hơn của hệ thống tên lửa Nike dường như là giải pháp duy nhất.
Tên lửa đánh chặn sẽ mất khả năng cơ động khi nó bay ra khỏi bầu khí quyển và các bề mặt khí động học của nó trở nên kém hiệu quả hơn, vì vậy nó sẽ phải được hướng chính xác vào mục tiêu càng nhanh càng tốt. Điều này đòi hỏi hệ thống dẫn đường chính xác phải được phát triển cho cả đầu đạn và tên lửa đang bay ở một tốc độ rất cao khi so với hệ thống tên lửa Nike Zeus B, khi mà người ta có thể cập nhật thông tin về dẫn đường trong khi tên lửa đang bay. Đồng thời cũng đòi hỏi các máy tính mới và radar theo dõi với tốc độ xử lý cao hơn nhiều so với các hệ thống được sử dụng trên Nikes trước đó. Bell gợi ý việc sử dụng bóng bán dẫn như một giải pháp để xử lý dữ liệu.
Sau khi tiến hành chạy 50.000 mô phỏng đánh chặn trên máy tính tương tự, Bell đã gửi lại báo cáo cuối cùng về khái niệm tên lửa đánh chặn Nike vào tháng 10 năm 1956, chỉ ra rằng hệ thống đã đạt độ hoàn thiện ở mức độ cao nhất.

### Lục quân và Không quân Mỹ
Lục quân và Không quân Mỹ đã cạnh tranh nhau trong nhiều chương trình phát triển tên lửa chiến lược. Cả hai lực lượng này đều đã có những chương trình phát triển tên lửa cho riêng mình, cả đất đối đất và phòng không, dẫn đến sự trùng lặp, và nhiều người coi đó là sự lãng phí.
Tính đến giữa những năm 1950 một vài chương trình phát triển tên lửa này chỉ đơn giản là nỗ lực cạnh tranh ăn miếng trả miếng. Khi mà Lục quân Mỹ bắt đầu phát triển tên lửa phòng không tầm xa Nike Hercules, Không quân Mỹ đã tuyên bố rằng chúng kém hơn so với tên lửa Bomarc của họ, và Nike Hercules sẽ không thể tạo nên lá chắn phòng không cho nước Mỹ. Khi Lục quân Mỹ phát triển tên lửa đạn đạo Jupiter, Không quân Mỹ lo ngại rằng tính năng của nó sẽ vượt trội hơn so với tên lửa đạn đạo Atlas của mình, do đó Không quân Mỹ bắt đầu phát triển tên lửa đạn đạo tầm trung Thor. Và khi Lục quân Mỹ tuyên bố phát triển hệ thống phòng không Nike II, Không quân Mỹ đã khởi động lại dự án Wizard, lần này là một hệ thống phòng thủ tên lửa chống tên lửa đạn đạo tầm xa có tính năng tốt hơn nhiều so với hệ thống tên lửa Nike Zeus.
Trong một bản ghi nhớ ngày 26 tháng 11 năm 1956, Bộ trưởng Quốc phòng Hoa Kỳ Charles Erwin Wilson cố gắng kết thúc việc cạnh tranh giữa Không quân và Lục quân Mỹ và chấm dứt tình trạng phát triển các hệ thống tên lửa trùng lặp. Giải pháp của ông là giới hạn tầm hoạt động vũ khí của Lục quân trong phạm vi 200 dặm (320 km), và với vũ khí phòng không là trong phạm vi chỉ 100 dặm (160 km). Bản ghi nhớ cũng đặt ra các giới hạn đối với các hoạt động không quân của Lục quân, hạn chế nghiêm trọng trọng lượng của máy bay trong biên chế Lục quân Mỹ. Do lí do này mà tên lửa ICBM Jupiter vượt quá tầm bắn cho phép theo quy định này nên Lục quân buộc phải chuyển giao chúng sang cho Không quân Mỹ quản lý.
Kết quả là một sự cạnh tranh khác giữa hai lực lượng. ICBM Jupiter đã được thiết kế để trở thành một vũ khí chính xác cao có thể tấn công căn cứ quân sự của Liên Xô ở châu Âu. So sánh với Thor, tên lửa này có độ chính xác rất kém với CEP lên tới vài dặm (mục tiêu của nó là tấn công các thành phố lớn của Liên Xô). Để mất Jupiter, Lục quân Mỹ đã mất đi vai trò là lực lượng tấn công chiến lược. Lục quân Mỹ vẫn được phép phát triển hệ thống phòng thủ tên lửa đạn đạo Zeus để tránh sự phụ thuộc về vũ khí chiến lược quá lớn vào Không quân Mỹ.

### Khoảng cách về tên lửa ICBM giữa Liên Xô và Mỹ

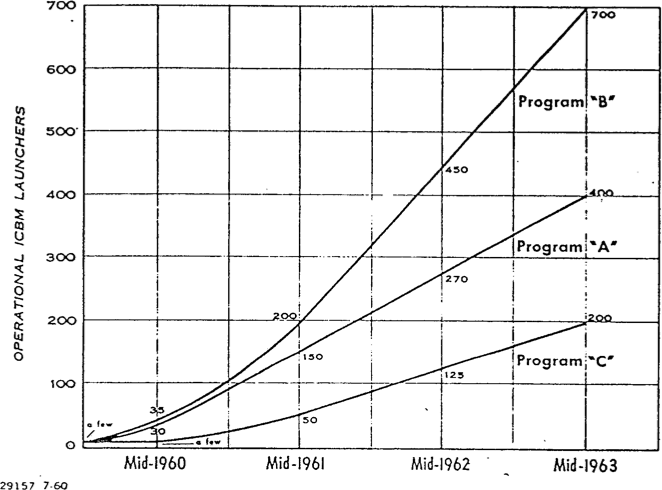
Dự đoán số lượng tên lửa liên lục địa của Liên Xô vào tháng 6 năm 1960. Program A: CIA, B: USAF, C: Army & Navy. Số lượng thực tế vào năm 1960 là 4.

Vào tháng 5 năm 1957, Eisenhower giao nhiệm vụ cho Ủy ban Cố vấn Khoa học của Tổng thống Mỹ (PSAC) cung cấp một báo cáo về tính hiệu quả tiềm năng của các hầm trú ẩn bụi phóng xạ và các phương tiện khác để bảo vệ người dân Hoa Kỳ trong trường hợp xảy ra chiến tranh hạt nhân. Dưới sự chủ trì của Horace Rowan Gaither, nhóm PSAC đã hoàn thành nghiên cứu của mình vào tháng 11 và xuất bản báo cáo vào 7/11 dưới cái tên Deterrence & Survival in the Nuclear Age, ngày nay được gọi là Gaither Report. Sau khi đưa ra chính sách bành trướng đối với Liên Xô, cùng với những gợi ý rằng Liên Xô đang phát triển quân sự mạnh mẽ hơn Mỹ, bản báo cáo cho rằng sẽ có một khoảng cách đáng kể về năng lực hạt nhân vào cuối những năm 1950 do mức chi tiêu.
Trong khi báo cáo vẫn đang được chuẩn bị, vào tháng 8 năm 1957, Liên Xô đã phóng thành công ICBM R-7 Semyorka (SS-6), và tiếp theo là vụ phóng thành công Sputnik 1 vào tháng 10. Trong vài tháng tiếp theo, một loạt các đánh giá tình báo dẫn đến ước tính về lực lượng tên lửa Liên Xô ngày càng tăng. Ước tính Tình báo Quốc gia (NIE) 11-10-57, ban hành vào tháng 12 năm 1957, cho rằng Liên Xô có lẽ sẽ có 10 tên lửa ICBM vào giữa năm 1958. Nhưng sau khi Nikita Khrushchev tuyên bố sản xuất chúng "giống như xúc xích", số lượng tên lửa ước tính đã ngay lập tức tăng lên. Cơ quan ước tính tình báo quốc gia đưa ra dự tính Liên Xô sẽ có 100 ICBM tính đến năm 1960, và đạt được số lượng 500 ICBM đến năm 1961, chậm nhất là năm 1962.
Với các ước tính trong báo cáo của NIE, rõ ràng đã có một khoảng cách về số lượng tên lửa như những gì được dự đoán trong báo cáo của Gaither, điều này khiến Mỹ bắt buộc tập trung nỗ lực vào việc chế tạo tên lửa ICBM SM-65 Atlas. Những tên lửa này sẽ ít có khả năng bị tổn thương trước đòn tấn công hạt nhân của Liên Xô nếu so sánh với các phi đội máy bay ném bom chiến lược. Đặc biệt là ở các phiên bản phóng từ silo ngầm. Nhưng thậm chí nếu như tiến độ sản xuất Atlas được đẩy nhanh, dường như vẫn có một khoảng trống về trang bị tên lửa đạn đạo giữa Mỹ và Liên Xô. Theo như ước tính từ cuối những năm 1950 của NIE, đưa ra quan điểm rằng Liên Xô có nhiều tên lửa ICBM hơn đáng kể so với Mỹ trong giai đoạn 1959 đến 1963. Thời điểm mà cuối cùng Mỹ cũng bắt kịp Liên Xô về số lượng tên lửa đạn đạo.
Chỉ cần vài trăm tên lửa, Liên Xô có thể tấn công tất cả các căn cứ máy bay ném bom chiến lược của Không quân Mỹ. Với việc không có một hệ thống cảnh báo sớm, một cuộc tấn công phủ đầu của Liên Xô sẽ phá hủy phần lớn các phi đội ném bom chiến lược của Mỹ đang đậu trên mặt đất. Do đó, Mỹ duy trì một phi đội máy bay ném bom chiến lược mang theo vũ khí nhiệt hạch luôn bay tuần trên không, và một lượng nhỏ tên lửa đạn đạo dự trữ trong trang bị, nhưng Liên Xô sẽ huy động toàn bộ phi đội máy bay ném bom khi cuộc tấn công bắt đầu, và phóng nốt số tên lửa ICBM còn dự trữ, nên Liên Xô trong hoàn cảnh này sẽ nắm lợi thế về mặt chiến lược so với Mỹ. Để đảm bảo viễn cảnh này không xảy ra, theo bản báo cáo, Mỹ sẽ cần xây dựng các hệ thống phòng thủ trang bị tên lửa Hercules cùng với hệ thống phòng thủ tên lửa đạn đạo tại các căn cứ không quân chiến lược, cùng với đó là trang bị radar cảnh báo sớm tên lửa đạn đạo, để kịp thời di tản máy bay trước khi tên lửa đánh trúng căn cứ. Thậm chí nếu hệ thống phòng thủ Zeus không thể đưa vào trang bị kịp ở mốc thời gian này, thì sẽ dùng tên lửa Hercules hoặc phiên bản trên bộ của tên lửa hải quân RIM-8 Talos như là một giải pháp tình thế tạm thời.

### Zeus B

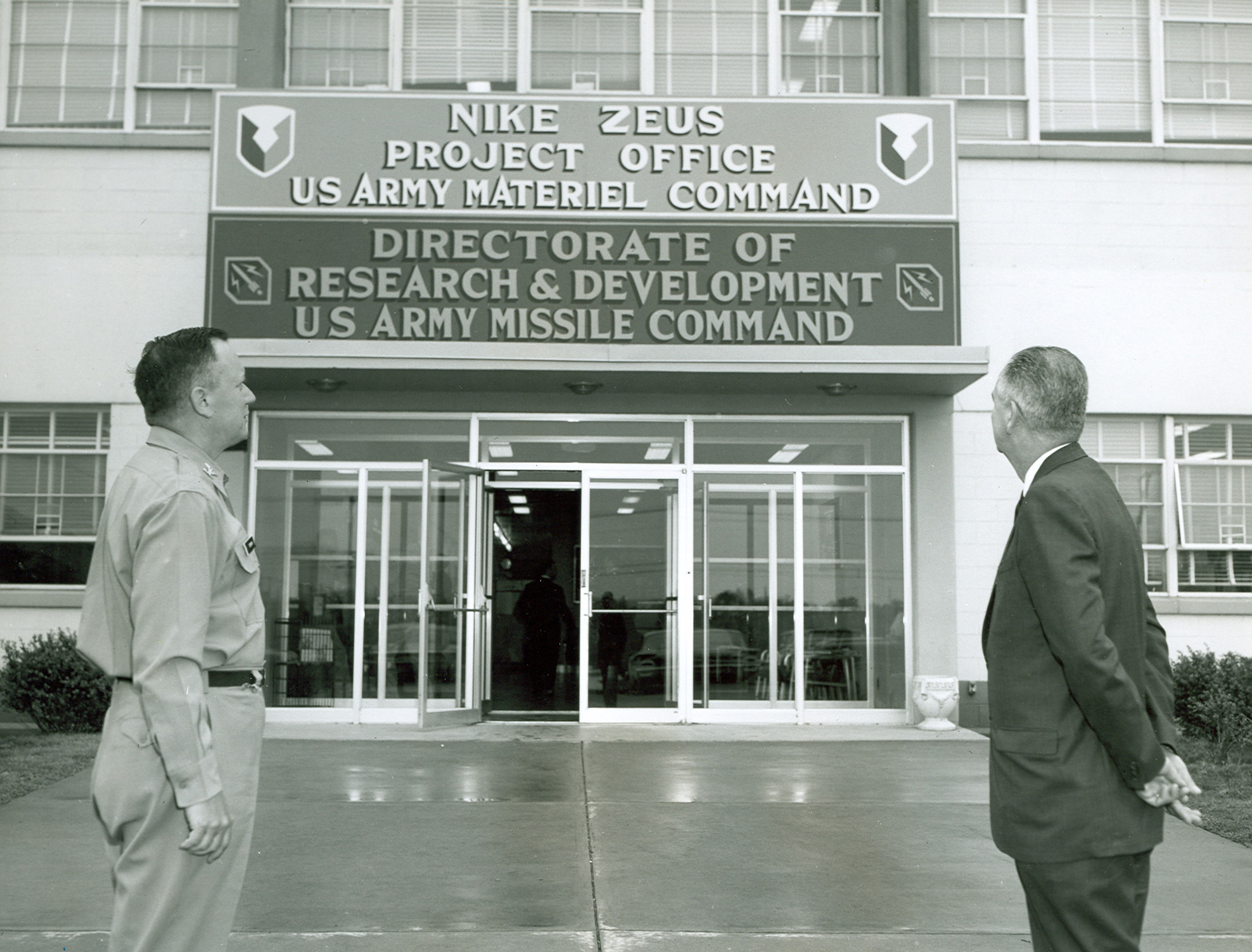
Văn phòng dự án phát triển hệ thống phòng thủ tên lửa Nike Zeus của Redstone Arsenal cũng là nơi mà tiến hành các nghiên cứu phát triển ban đầu trên tên lửa Nike.

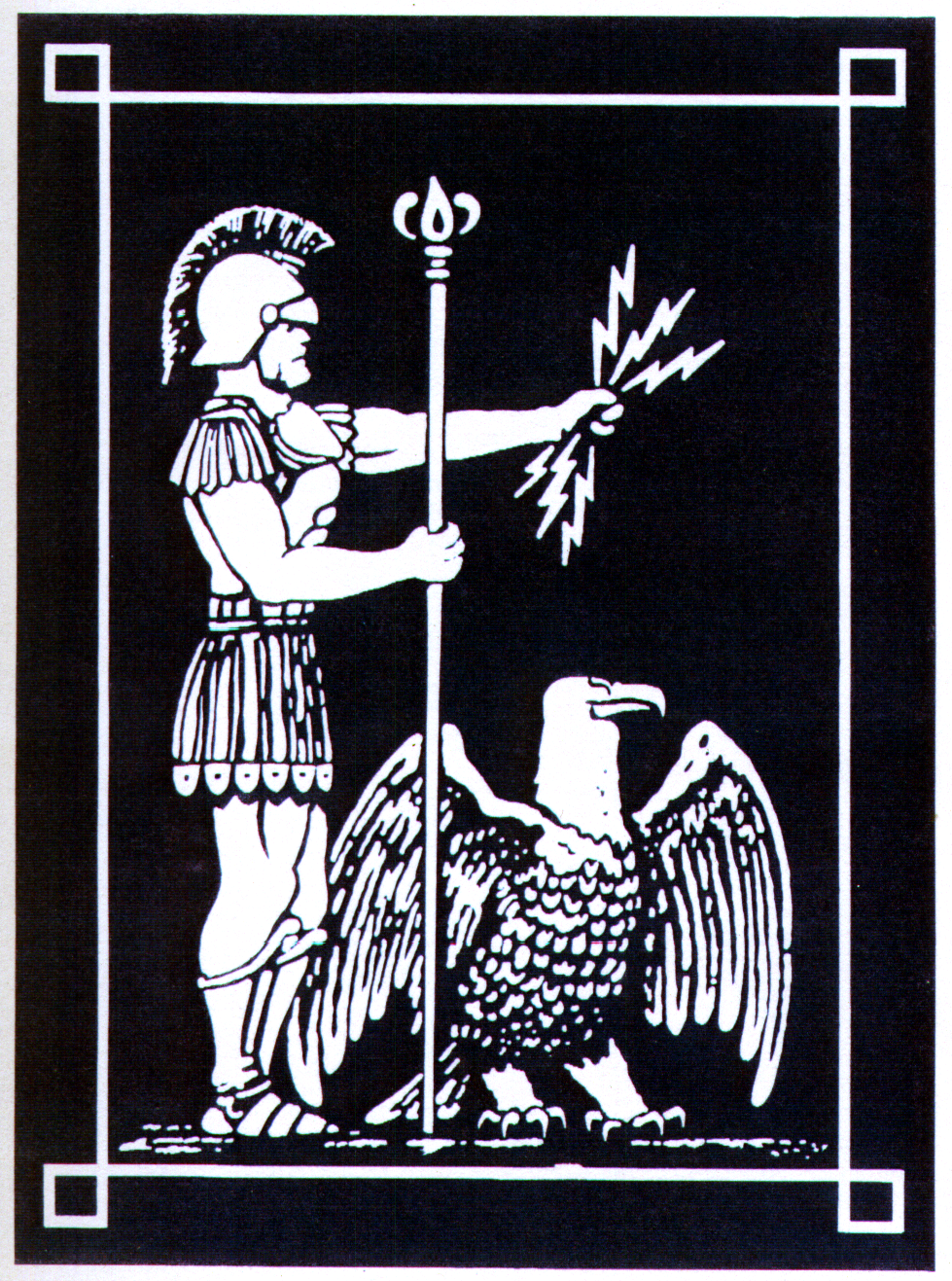
Văn phòng phát triển chương trình Zeus sử dụng biểu tượng trên, trong đó thần Zeus đang bảo vệ con đại bàng Mỹ.

Douglas Aircraft được lựa chọn làm nhà thầu chính để chế tạo tên lửa cho hệ thống Zeus, định danh thiết kế là DM-15. Về cơ bản, đây là một tên lửa MIM-14 Nike Hercules được cải tiến với một tầng đẩy khởi tốc mạnh mẽ hơn thay thế cho cụm bốn động cơ khởi tốc nhỏ hơn ở các tên lửa Hercules nguyên thủy. Tên lửa mới có tầm đánh chặn trong khoảng 100 dặm (160 km). Phiên bản tên lửa mới được dự kiến sẽ phóng thử vào năm 1959. Để đưa tên lửa vào trang bị sớm hơn, người ta dự định sử dụng một loại tên lửa tạm thời, được phát triển dựa trên tên lửa Hercules nguyên bản, nhưng những nỗ lực này đã bị hủy bỏ. Việc sử dụng tên lửa với mục đích phụ như là một hệ thống tên lửa phòng không chống máy bay cũng bị hủy bỏ.
Wilson nghỉ hưu năm 1957, thay thế ông là Bộ trưởng mới, Neil McElroy, nhậm chức ngày 9 tháng 10 năm 1957. McElroy trước đây là chủ tịch của Procter & Gamble, và ông có ít kinh nghiệm trong lĩnh vực quản lý liên bang, cũng trong thời điểm này Liên Xô đưa vệ tinh Sputnik lên quỹ đạo càng làm cho nhiệm kỳ của ông có nhiều khó khăn hơn.
Ngay sau khi nhậm chức, McElroy đã thành lập một hội đồng để kiểm tra các hệ thống phòng thủ tên lửa đạn đạo. Ban hội thẩm đã xem xét các dự án cả Lục quân và Không quân, và nhận thấy chương trình phòng thủ tên lửa Zeus tiên tiến hơn nhiều so với Wizard. McElroy do đó yêu cầu Không quân dừng dự án phát triển tên lửa phòng thủ và sử dụng nguồn quỹ tài trợ của chương trình Wizard để phát triển các radar phát hiện và cảnh báo sớm tầm xa. Những radar này được phát triển dưới dạng một mạng lưới mang tên Hệ thống cảnh báo sớm tên lửa đạn đạo RCA 474L (BMEWS). Lục quân Hoa Kỳ được quyền tiếp tục phát triển tên lửa đánh chặn cho hệ thống phòng thủ tên lửa với tầm bắn không giới hạn.
Nhóm phát triển đã thiết kế một phiên bản tên lửa lớn hơn nhiều với phần thân trên được mở rộng đáng kể và là tên lửa ba tầng, tăng hơn gấp đôi trọng lượng phóng. Phiên bản tên lửa tăng tầm này có khả năng đánh chặn ở phạm vi 200 dặm (320 km) và độ cao 100 dặm (160 km). Tên lửa được trang bị một tầng đẩy khởi tốc thậm chí còn lớn hơn giúp tên lửa đạt được vận tốc siêu vượt âm trong khi vẫn còn trong tầng khí quyển thấp hơn, do đó cấu trúc thân tên lửa phải được bảo vệ bằng lớp lá chắn nhiệt mài mòn phenolic để không bị nóng chảy.Một vài thay đổi khác là việc kết hợp điều khiển khí động học (sử dụng khi tên lửa còn trong tầng khí quyển thấp) bằng các động cơ điều chỉnh vector lực đẩy, với sử dụng một van phản lực có thể dịch chuyển được cho cả hai vai trò.
Tên lửa mới với định danh DM-15B Nike Zeus B (các phiên bản cũ hơn được ký hiệu bằng chữ A) được tiếp tục phát triển từ ngày 16 tháng 1 năm 1958, cùng ngày với sự kiện Không quân bị buộc dừng mọi công việc phát triển tên lửa Wizard.Vào ngày 22 tháng 1 năm 1958, Hội đồng An ninh Quốc gia đã cấp quyền phát triển Zeus ở mức ưu tiên cao nhất. Các nguồn kinh phí bổ sung đã được yêu cầu cho chương trình Zeus với mục đích đưa vào hoạt động vào quý IV năm 1962, nhưng khoản đầu tư này không được chấp nhận dẫn đến chậm triển khai tên lửa và tên lửa chỉ được triển khai vào năm 1963.

### Tỉ lệ chi phí ICBM/ABM và các vấn đề khác
Với việc McElroy lên nhậm chức Bộ trưởng Bộ quốc phòng, quyết định của ông vào năm 1958 đã thay đổi đáng kể chương trình phát triển Nike Zeus. Tướng Lục quân Mỹ James M. Gavin đã đưa ra tuyên bố rằng Zeus sẽ sớm thay thế các phi đội máy bay ném bom chiến lược would soon replace strategic bombers as the nation's main deterrent. In response to this turn of events, the Air Force với vai trò răn đe hạt nhân chính của quốc gia. Để đáp lại, Không quân Mỹ đã tiến thêm một bước trong chính sách của mình bằng các nỗ lực phát hành báo chí chống lại Quân đội, cũng như kích động hậu trường trong Bộ Quốc phòng.
Là một phần trong chương trình nghiên cứu Wizard, Không quân đã phát triển một công thức so sánh chi phí của ICBM với ABM cần thiết để bắn hạ nó. Công thức, sau này được gọi là tỉ lệ chi phí tấn công-phòng thủ. Công thức này tính bằng tỉ số giữa chi phí sản xuất 1 tên lửa ICBM/chi phí sản xuất tên lửa đánh chặn ABM. Và phần lớn trong các trường hợp, tỷ lệ này luôn có lợi cho bên tấn công, hay chi phí sản xuất ICBM luôn thấp hơn chi phí cho tên lửa đánh chặn ABM. Trong quá trình phát triển Wizard, Không quân Mỹ đã nhận ra điều này nhưng đã lờ đi. Nhưng khi Lục quân Mỹ được độc quyền phát triển tên lửa đánh chặn cho hệ thống ABM, Không quân Mỹ đã đệ trình nó lên Bộ trưởng Mc Elroy.
Một báo cáo xuất bản ngày 2/4/1958 của nhóm RBIG với William E. Bradley, Jr. đứng đầu-một nhóm nằm trong nhóm tư vấn chính phủ của Gaither đang nghiên cứu vấn đề vượt qua hệ thống phòng thủ ABM của Liên Xô, tuyên bố rằng việc vượt qua một hệ thống ABM của Liên Xô sẽ không khó. Đề xuất chính của nhóm nghiên cứu này là sử dụng tên lửa đạn đạo mang nhiều đầu đạn con nhằm mục tiêu độc lập (MIRV) để tấn công. Do có nhiều đầu đạn con, hệ thống ABM sẽ cần ít nhất một tên lửa đánh chặn cho mỗi đầu đạn con. Và gây quá tải cho hệ thống phòng thủ, trong khi Mỹ không cần phải có quá nhiều tên lửa đạn đạo. Do đó số lượng tên lửa ABM luôn cần lớn hơn số lượng ICBM mới, dẫn đến việc chi phí sẽ luôn có lợi cho bên tấn công. Từ đó đã có nhiều ý kiến chống lại sự phát triển của ABM trong hai thập kỷ kế tiếp.
Xoay quanh lập luận này, RBIG gửi báo cáo cho McElroy và đồng ý với Không quân Mỹ về sự không hiệu quả của hệ thống ABM về chi phí. Nhưng sau đó họ tiếp tục xem xét bản thân hệ thống Zeus và lưu ý rằng việc sử dụng các radar điều khiển cơ học, với một radar trên mỗi tên lửa, có nghĩa là Zeus chỉ có thể phóng một số lượng nhỏ tên lửa cùng một lúc. Liên Xô cũng có đầu đạn MRV, dù chỉ một ICBM cũng sẽ mang theo nhiều đầu đạn bay cùng lúc đến mục tiêu, và Zeus đơn giản là sẽ không có thời gian để chặn được tất cả các đầu đạn. Theo như tính toán, chỉ cần bốn đầu đạn bay đến mục tiêu trong vòng một phút thì một trong số chúng vẫn bắn trúng căn cứ phòng thủ Nike Zeus trong 90% thời gian.Vì vậy, một hoặc hai tên lửa của Liên Xô sẽ phá hủy được tất cả 100 tên lửa phòng thủ Zeus tại căn cứ. RBIG lưu ý rằng "chi phí cần thiết cho một hệ thống phòng thủ tên lửa chủ động cần có tốc độ phản ứng và tốc độ đánh chặn cao để đánh chặn nhiều đầu đạn con xuất hiện gần như đồng thời, có thể sẽ rất cao". Nhóm nghiên cứu cho rằng một hệ thống ABM như Zeus là không khả thi.

### Dự án Defender

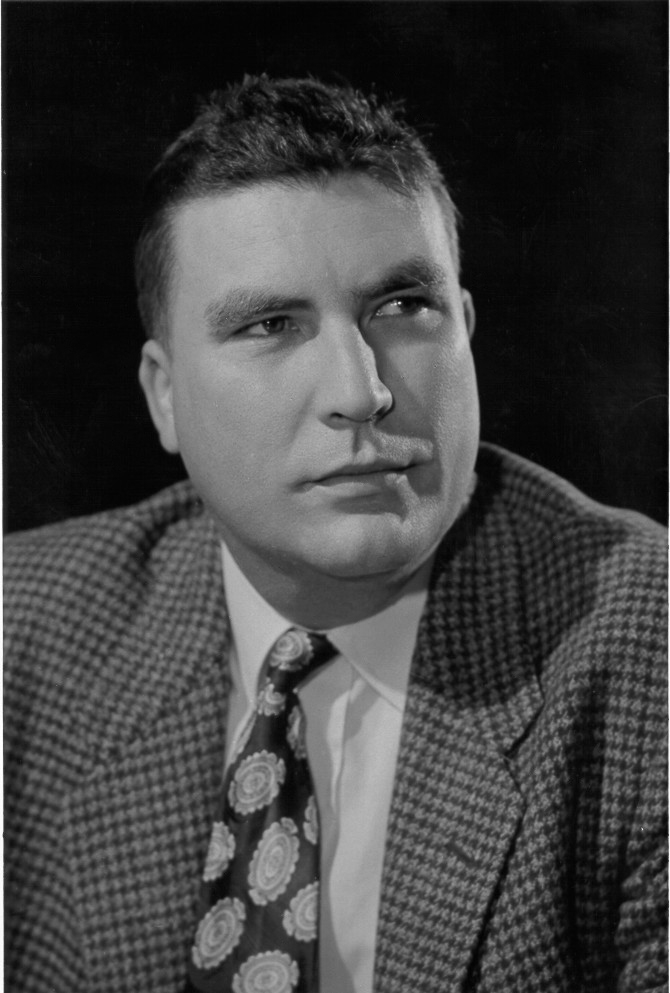
Herbert York là người đã đi đầu trong nghiên cứu khái niệm phòng thủ tên lửa, về sau ông cũng là người phản đối triển khai hệ thống này.

Câu trả lời của Bộ trưởng McElroy dành cho nhóm RBIG theo hai cách. Đầu tiên, ông sử dụng nhóm ARPA mới thành lập kiểm chứng báo cáo của RBIG. ARPA, đứng đầu là Herbert York, đã đưa ra bản báo cáo khác đồng ý với quan điểm trước đó của nhóm RBIG.
Khi nhận bản báo cáo của York, McElroy giao cho ARPA nghiên cứu về dài hạn giải pháp cho việc phòng thủ chống tên lửa ICBM, tìm kiếm một hệ thống phòng thủ có thể giải quyết vấn đề về tỉ lệ chi phí tấn công/phòng thủ.
ARPA thực hiện Project Defender, ban đầu là dự án xét tới một loạt các khái niệm mới như vũ khí chùm hạt, Laser và một hạm đội tên lửa đánh chặn đặt trên quỹ đạo, mà sau này được biết đến dưới cái tên Project BAMBI. Tháng 5 năm 1958, York bắt đầu cộng tác với Lincoln Labs-phòng thí nghiệm radar thuộc Học viện công nghệ Massachusett, để bắt đầu nghiên cứu cách phân biệt đầu đạn hạt nhân giữa các mồi bẫy bằng radar hoặc các công cụ khác tương tự. Dự án này mang tên Pacific Range Electromagnetic Signature Studies, hoặc dự án PRESS.

### Thêm nhiều vấn đề

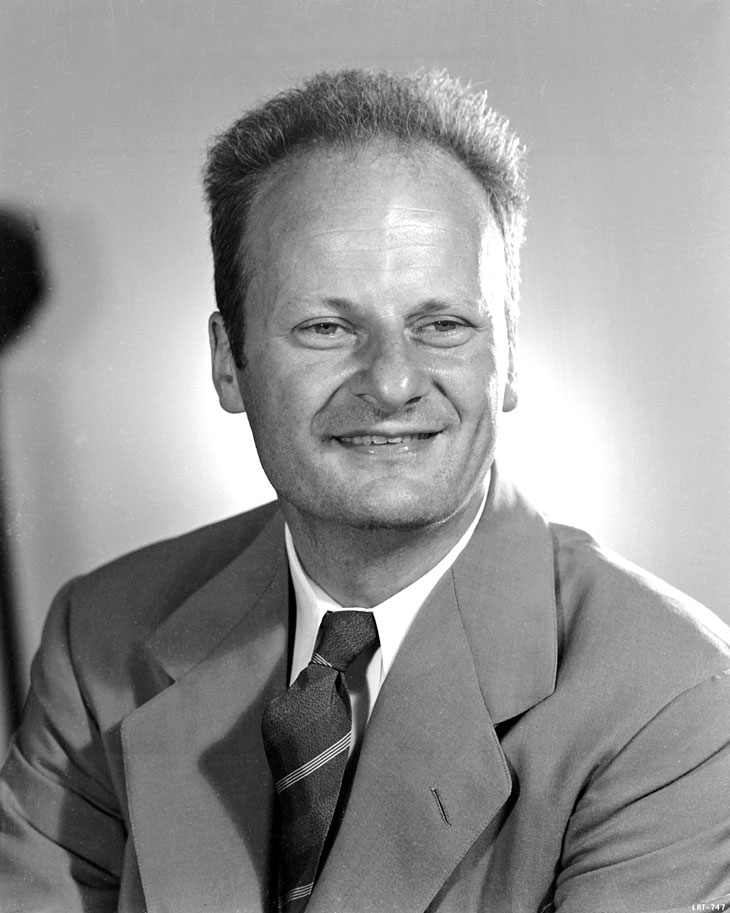
Những nghiên cứu của Hans Bethe cùng với PSAC dẫn đến tiêu đề bài báo nổi tiếng trên tờ Scientific American vào năm 1968, phác thảo những trở ngại chính gặp phải trong việc phát triển một hệ thống phòng thủ tên lửa đạn đạo.

Giữa những cuộc tranh cãi về khả năng của hệ thống Zeus, Mỹ tiến hành thử nghiệm tên lửa phòng thủ ở độ cao lớn, lần lượt là Hardtack Teak ngày 1/8/1958, và Hardtack Orange ngày 12/8. Buổi thử nghiệm cho thấy nhiều hiệu ứng chưa được biết tới trước đó, nổi bật nhất là khi quả cầu lửa sau khi tên lửa phát nổ phát triển đến một kích thước rất lớn, và làm cho toàn bộ không khí bên trong và bên dưới quả cầu lửa trở nên mờ đục với radar, sau này hiệu ứng này được gọi là nuclear blackout. Đây là một trở ngại đáng kể đối với các hệ thống phòng thủ như Zeus, khi mà nó sẽ không thể theo dõi đường đi của đạn đạo bên trong hoặc phía sau quả cầu lửa hạt nhân, bao gồm cả đầu đạn hạt nhân của tên lửa đánh chặn.
Bên cạnh đó, radar của Zeus không thể phân biệt được các mục tiêu đầu đạn thực giữa các các thiết bị phản xạ radar được phóng cùng các đầu đạn. Vấn đề này lần đầu tiên được nhắc đến vào năm 1958 trong các cuộc nói chuyện công khai đề cập đến việc Zeus không có khả năng phân biệt mục tiêu. Nếu như các đầu đạn giả tách ra xa hơn so với phạm vi sát thương của đầu đạn của Zeus, sẽ yêu cầu phải có một số phương tiện đánh chặn để đảm bảo đầu đạn thật lẫn trong đám mồi bẫy phải được tiêu diệt. Mồi nhử có khối lượng nhẹ hơn, do đó sẽ bị giảm tốc độ nhanh hơn khi chúng thâm nhập vào bầu khí quyển, giúp cho việc phân biệt dễ dàng hơn. Nhưng lúc này đã quá muộn để tên lửa đánh chặn Nike Zeus có thể bay lên tới độ cao đánh chặn.
Năm 1959, Bộ quốc phòng đã yêu cầu thêm một nghiên cứu dựa trên hệ thống Zeus cơ bản, lần này là bởi PSAC. Nhóm nghiên cứu PSAC được thành lập bao gồm các nhà khoa học nổi tiếng trong lĩnh vực tên lửa, hạt nhân, bao gồm Hans Bethe, người đã từng làm việc trong dự án Manhattan và sau đó là tham gia vào phát triển bom nhiệt hạch, Wolfgang Panofsky, giám đốc phòng thí nghiệm vật lý năng lượng cao tại đại học Stanford, và Harold Brown, giám đốc phụ trách lĩnh vực vũ khí, Phòng thí nghiệm Lawrence Livermore. Báo cáo của PSAC cũng gần giống như của RBIG. Họ khuyến nghị rằng không nên phát triển thêm hệ thống phòng thủ Zeus.
Xuyên suốt quá trình phát triển, Zeus là chủ đề cho những tranh cãi giữa báo chí và quân đội. Thậm chí cả khi nó đã được bắt đầu thử nghiệm, không có gì tỏ rõ là nó có được phát triển tiếp hay không. Bộ trưởng quốc phòng McElroy (1957–59) và Thomas S. Gates, Jr. (1959–61), không tin rằng hệ thống như vậy đáng để đầu tư. Eisenhower thì nghi ngờ tính khả thi của việc trang bị hệ thống ABM vào những năm 1960. Edward Teller cũng là người phản đối hệ thống này.

### Kennedy và Zeus

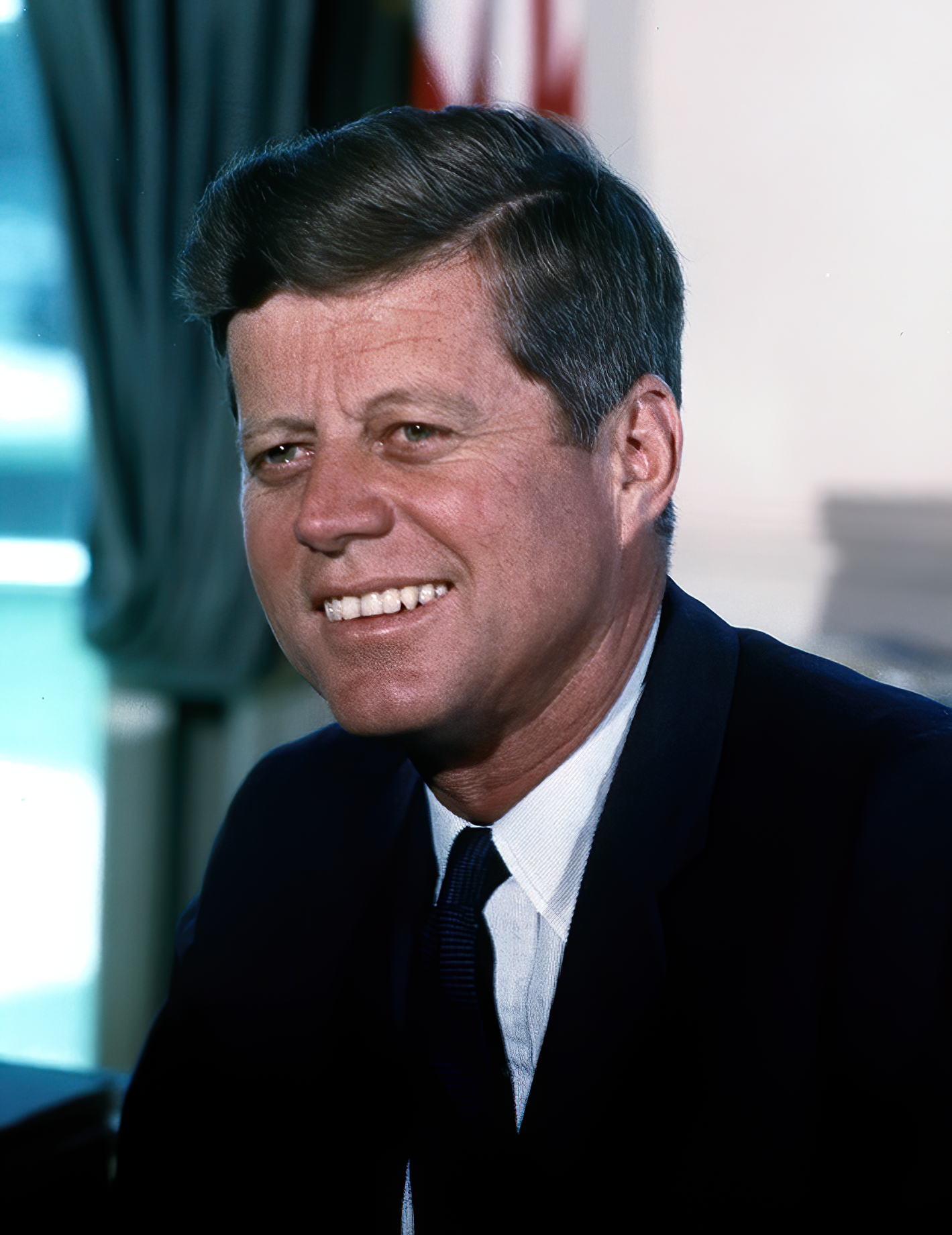
Tổng thống John F. Kennedy là người quan tâm tới các cuộc thảo luận về hệ thống Zeus, ông cũng là người am hiểu về hệ thống này.

John F. Kennedy đã chiến thắng trong cuộc bầu cử nhờ lý lẽ cho rằng Eisenhower tỏ ra yếu kém trong việc tổ chức phòng thủ cho nước Mỹ và cũng không có giải pháp lấp đầy chênh lệch số lượng ICBM giữa Liên Xô và Mỹ.Sau khi giành chiến thắng trong kỳ bầu cử diễn ra vào năm 1960, ông đã nhận được nhiều cuộc gọi thúc giục tiếp tục phát triển hệ thống Zeus, đa phần là từ Lục quân Mỹ. Lục quân Mỹ cũng cố tình phổ biến các hợp đồng của Zeus trên 37 tiểu bang để giành được nhiều hỗ trợ chính trị và từ các ngành công nghiệp nhất có thể, đồng thời quảng cáo trên các tạp chí đại chúng lớn như Life và The Saturday Evening Post để quảng bá hệ thống phòng thủ Zeus.
Kennedy sau đó chỉ định tướng Lục quân Maxwell D. Taylor giữ chức Chủ tịch hội đồng tham mưu trưởng Liên quân. Tướng Taylor, cũng giống như nhiều tướng trong Lục quân khác, là người ủng hộ mạnh mẽ cho chương trình Zeus. Kennedy và Taylor ban đầu dự định xây dựng hệ thống Zeus với bảy mươi khẩu đội tên lửa cùng với 7.000 tên lửa đánh chặn. McNamara ban đầu cũng tỏ ra hứng thú với hệ thống này, nhưng theo ông chỉ nên triển khai hệ thống với số lượng nhỏ hơn, là mười hai khẩu đội tên lửa cùng với 1.200 tên lửa đánh chặn. Jerome Wiesner, giáo sư kỹ thuật điện và là cố vấn của tổng thống Kennedy, đưa ra báo cáo năm 1959. Ông là người đã giảng cho Kenedy về các vấn đề kỹ thuật tồn tại của hệ thống Zeus, đồng thời cũng thảo luận với David Bell, phụ trách vấn đề ngân sách, về ngân sách quá lớn để phát triển hệ thống này.
Kennedy bị cuốn hút bởi cuộc tranh luận về hệ thống phòng thủ Zeus, cuộc tranh luận giữa các nhà khoa học, một bên ủng hộ, một bên thì chống lại hệ thống này. Ông nhận xét với Wiesner, "Tôi không hiểu. Các nhà khoa học được cho là những người có lý trí. Làm thế nào có thể có sự khác biệt như vậy về một vấn đề kỹ thuật?".Do vậy Kennedy đã tự mình tìm hiểu về hệ thống này và biên soạn nhiều tài liệu về hệ thống Zeus. Trong một cuộc gặp với Edward Teller, Kennedy đã chứng minh rằng ông biết nhiều về Zeus và ABM hơn Teller.Áp lực phải đưa ra quyết định đã tăng lên đến mức Kennedy cảm thấy hệ thống phòng thủ Nike-Zeus nổi lên là một vấn đề quan tâm duy nhất của quốc gia.
Việc sử dụng vệ tinh gián điệp chụp ảnh không phận Liên Xô (chương trình vệ tinh gián điệp Corona) vào tháng 8 năm 1960 và cuối năm 1961 cho thấy rằng Mỹ vẫn dẫn trước Liên Xô về số lượng tên lửa đạn đạo trong trang bị. Theo các báo cáo tình báo mới nhất xuất bản năm 1961, thì Liên Xô không có nhiều hơn 25 tên lửa đạn đạo ICBM, và không có khả năng chế tạo thêm trong thời gian ngắn. Con số thực tế mà sau này người ta biết được là 4 tên lửa đạn đạo.
Tuy nhiên Zeus vẫn tiếp tục trên đà triển khai. Vào ngày 22 tháng 9 năm 1961, McNamara đã phê duyệt tài trợ phát triển hệ thống Zeus, và phê duyệt việc triển khai ban đầu hệ thống Zeus để bảo vệ mười hai khu vực đô thị được lựa chọn. Những đô thị này là Washington/Baltimore, New York, Los Angeles, Chicago, Philadelphia, Detroit, Ottawa/Montreal, Boston, San Francisco, Pittsburgh, St. Louis, và Toronto/Buffalo. Tuy nhiên, việc triển khai sau đó đã bị đảo lộn, và vào tháng 1 năm 1962, chỉ có quỹ phát triển được giải ngân.

### Nike-X
Năm 1961, McNamara đồng ý tiếp tục cấp vốn phát triển FY62, nhưng từ chối thêm khoản tài trợ cho việc chế tạo hệ thống.
| “ | Việc phát triển thành công [của Zeus] có thể buộc kẻ xâm lược phải tiêu tốn thêm nguồn lực để gia tăng lực lượng ICBM của mình. Nó cũng làm các kẻ thù tiềm tàng khó có thể ước tính chính xác khả năng phòng thủ của chúng ta hơn, và cản trở các cuộc tấn công hạt nhân của chúng. Hơn nữa, sự bảo vệ mà nó sẽ cung cấp, ngay cả khi chỉ dành cho một phần dân số của chúng ta, sẽ tốt hơn là không có một hệ thống bảo vệ nào... Vẫn còn đó sự không chắc chắn của tính khả thi về mặt kỹ thuật của hệ thống phòng thủ tên lửa, và ngay cả khi được phát triển thành công, vẫn còn nhiều vấn đề vận hành nghiêm trọng chưa được giải quyết. Bản thân hệ thống này rất dễ bị tấn công bằng tên lửa đạn đạo và hiệu quả của nó có thể bị suy giảm do kẻ địch sử dụng các ICBM tiên tiến có kèm theo các mồi nhử. Việc không thể chặn tất cả các mục tiêu là điều có thể dự đoán trước do giá thành chế tạo ICBM ngày càng rẻ hơn và dễ sản xuất hơn. Cuối cùng, hệ thống Zeus là một hệ thống phòng thủ đắt đỏ so với mức độ bảo vệ mà nó mang lại | ” |

Tìm kiếm một giải pháp tạm thời, McNamara một lần nữa tham khảo ARPA, yêu cầu nghiên cứu sâu hơn về hệ thống Zeus. Cơ quan này đã viết một báo cáo tháng 4 năm 1962 đưa ra 4 phiên bản. Phiên bản đầu tiên là hệ thống Zeus ở tình trạng hiện tại, phác thảo vai trò của nó trong các tình huống chiến đấu khác nhau. Ví dụ, Zeus có thể được sử dụng để bảo vệ các căn cứ SAC, do đó Liên Xô sẽ phải sử dụng nhiều ICBM hơn để tấn công các căn cứ. Đồng nghĩa với sẽ giảm áp lực cho các mục tiêu khác. ARPA cũng đề xuất việc bổ sung các máy tính và radar mảng quét điện tử thụ động mới cho Zeus, cho phép nó tấn công hàng chục mục tiêu cùng lúc trên một khu vực rộng lớn hơn. Trong ý tưởng cuối cùng của mình, ARPA đề xuất thay thế Zeus bằng một loại tên lửa tầm ngắn, tốc độ rất cao mới được thiết kế để đánh chặn đầu đạn ở độ cao thấp tới 20.000 feet (6,1 km), khi đó sẽ đảm bảo tiêu diệt toàn bộ các đầu đạn.Khái niệm cuối cùng này sau này đã trở thành hệ thống phòng thủ tên lửa Nike-X.

### Hoàn hảo hoặc không gì cả

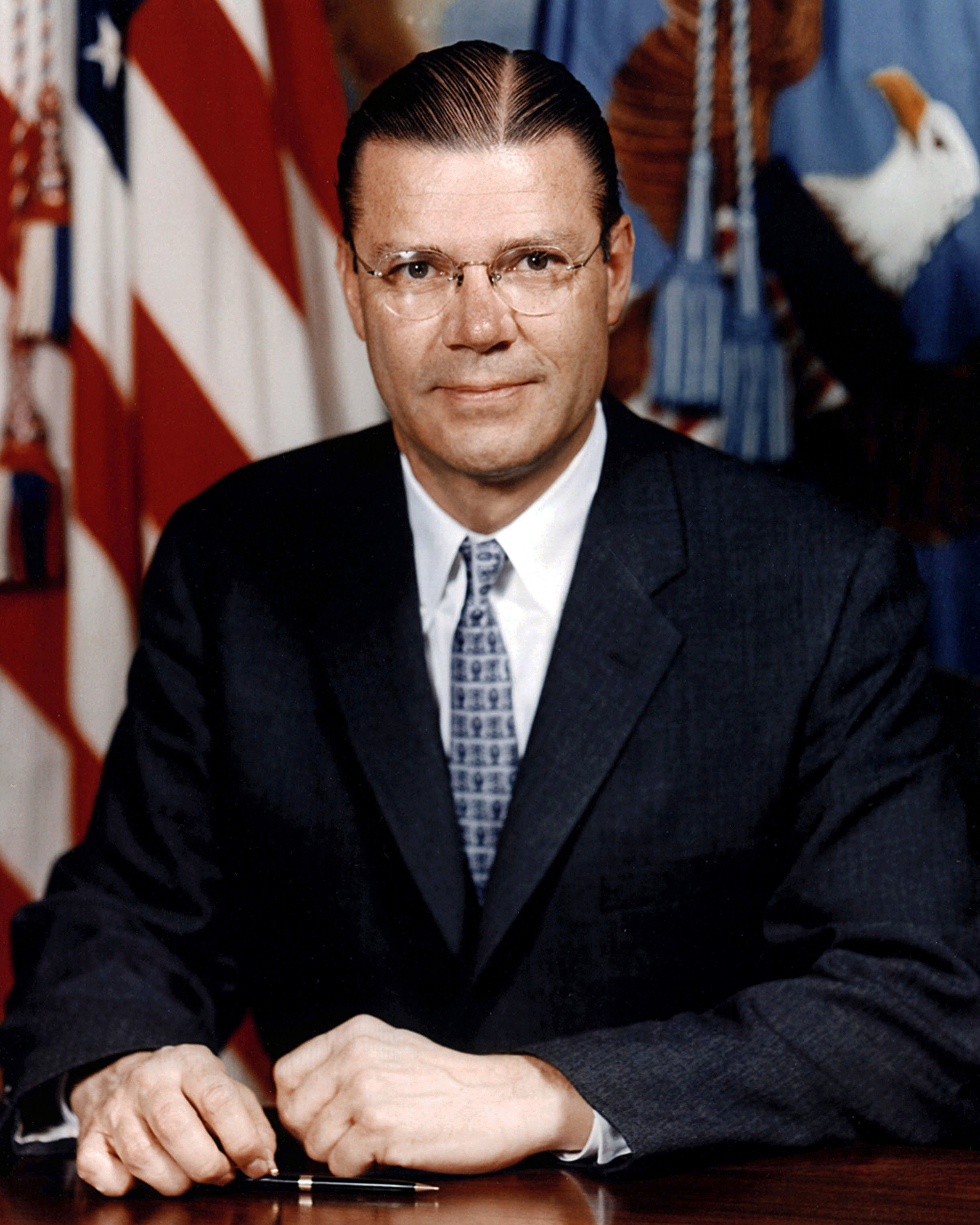
Robert McNamara cho rằng một hệ thống như Zeus quá tốn kém và không thực sự hiệu quả.

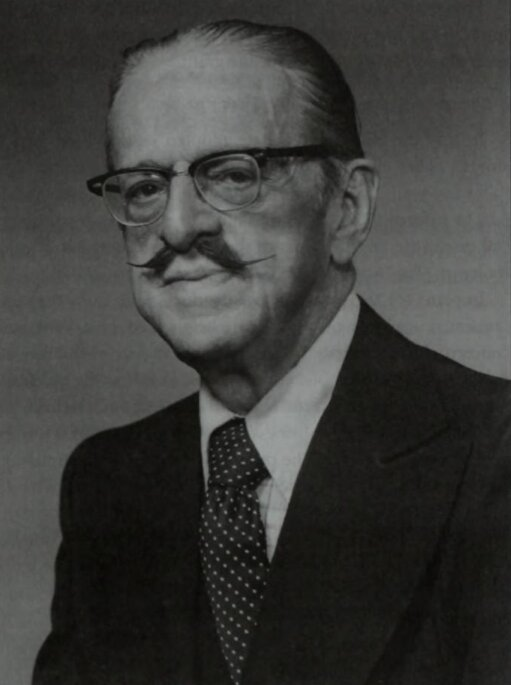
Dan Flood phản bác lại ý kiến của MacManara, ông cho rằng, có một hệ thống phòng thủ vẫn tốt hơn là không có hệ thống nào.

Khi công việc về Nike-X bắt đầu, các quan chức quân sự và dân sự cấp cao bắt đầu thúc giục việc triển khai Zeus như một hệ thống tạm thời bất chấp những vấn đề đã biết. Họ lập luận rằng hệ thống có thể được nâng cấp tại chỗ khi các công nghệ mới đã sẵn sàng. McNamara phản đối việc triển khai sớm, trong khi Dân biểu Daniel J. Flood là người nhiệt tình ủng hộ sớm triển khai Zeus.
Lập luận của McNamara để phản đối việc triển khai Zeus dựa trên hai vấn đề chính. Một là sự kém hiệu quả rõ ràng của hệ thống, và đặc biệt là tỷ lệ lợi ích/chi phí của nó so với các phương án khác. Ví dụ, những hầm trú ẩn bụi phóng xạ sẽ cung cấp sự bảo vệ cho nhiều người Mỹ hơn với số tiền bỏ ra ít hơn.
| “ | Ước tính rằng một hệ thống hầm trú ẩn với chi phí 2 tỷ đô la sẽ cứu sống. Chi phí trung bình để bảo vệ mạng sống của một người dân trung bình là $ 40.00. Một hệ thống phòng thủ tên lửa đạn đạo ước tính sẽ cứu được khoảng 27,8 triệu sinh mạng nhưng sẽ tiêu tốn khoảng 18 tỷ USD. Chi phí bảo vệ mạng sống của một người dân trong trường hợp này sẽ là khoảng 700 đô la. [Sau đó, ông nói thêm] Cá nhân tôi sẽ không bao giờ đề xuất một chương trình phòng thủ tên lửa ICBM trừ khi có một chương trình bụi phóng xạ đi kèm với nó. Tôi tin rằng ngay cả khi chúng ta không có một hệ thống tên lửa chống ICBM, chúng ta vẫn nên tiếp tục với việc xây hầm trú ẩn bụi phóng xạ. | ” |

Trớ trêu thay, vấn đề thứ hai lại xuất hiện do lo ngại về hệ thống ABM của Liên Xô. Các loại ICBM SM-65 Atlas và SM-68 Titan hiện có của Hoa Kỳ đều sử dụng các đầu đạn hồi quyển với mũi cùn làm chậm tốc độ bay của đầu đạn khi chúng đi vào tầng khí quyển thấp hơn và khiến chúng tương đối dễ bị đánh chặn. Trong khi tên lửa đạn đạo ICBM LGM-30 Minuteman có đầu đạn hồi quyển dạng mũi nhọn nên có tốc độ bay cao hơn nhiều và khoang đầu đạn của nó có thêm mồi nhử gây khó khăn hơn cho hệ thống phòng thủ tên lửa của Liên Xô trong việc đánh chặn. Điều này sẽ đảm bảo khả năng răn đe hạt nhân của Hoa Kỳ. McNamara là người ủng hộ chương trình tên lửa Minuteman, mặc dù ông chưa từng nói điều này.

### Hủy bỏ dự án và khoảng trống về hệ thống tên lửa chống tên lửa đạn đạo ABM
Tính đến năm 1963, McNamara đã thuyết phục được Kennedy rằng không cần thiết phải triển khai hệ thống phòng thủ tên lửa ICBM Zeus. Những lo ngại về chi phí và tính hiệu quả của hệ thống Zeus, cũng như các vấn đề mới về mồi nhử và kích thước tấn công, đã dẫn đến việc McNamara quyết định hủy bỏ chương trình Zeus vào ngày 5/1/1963.Thay vào đó là tiếp tục dự án phát triển hệ thống Nike-X.Nike-X cũng được phát triển tại văn phòng thiết kế của Nike Zeus cho đến khi nó đổi tên thành Nike-X ngày 1/2/1964.
Trong khi báo cáo với Hội đồng vũ trang thượng viện Mỹ vào tháng 2, McNamara lưu ý rằng hệ thống phòng thủ ABM của Liên Xô sẽ triển khai vào năm 1966, còn hệ thống Nike-X sẽ không thể triển khai trước năm 1970. Từ đó đã tạo nên một "khoảng trống về vấn đề phòng thủ". Do đó, Strom Thurmond đã cố gắng triển khai hệ thống Zeus đã có sẵn như là một hệ thống phòng thủ tạm thời trước khi Nike-X đi vào trang bị.
Ngày 11/4/1963, Thurmond lãnh đạo Quốc hội trong nỗ lực kêu gọi tài trợ cho việc triển khai Zeus. Trong phiên họp kín đầu tiên của Thượng viện sau 20 năm, Zeus đã được thảo luận và quyết định được đưa ra là tiếp tục phát triển Nike-X theo kế hoạch mà không triển khai Zeus.Lục quân Mỹ vẫn tiếp tục chương trình thử nghiệm cho đến tháng 12 năm 1964 tại Bãi thử nghiệm tên lửa White Sands, và tháng 5 năm 1966 tại Bãi thử nghiệm tên lửa Kwajalein.

## Thử nghiệm

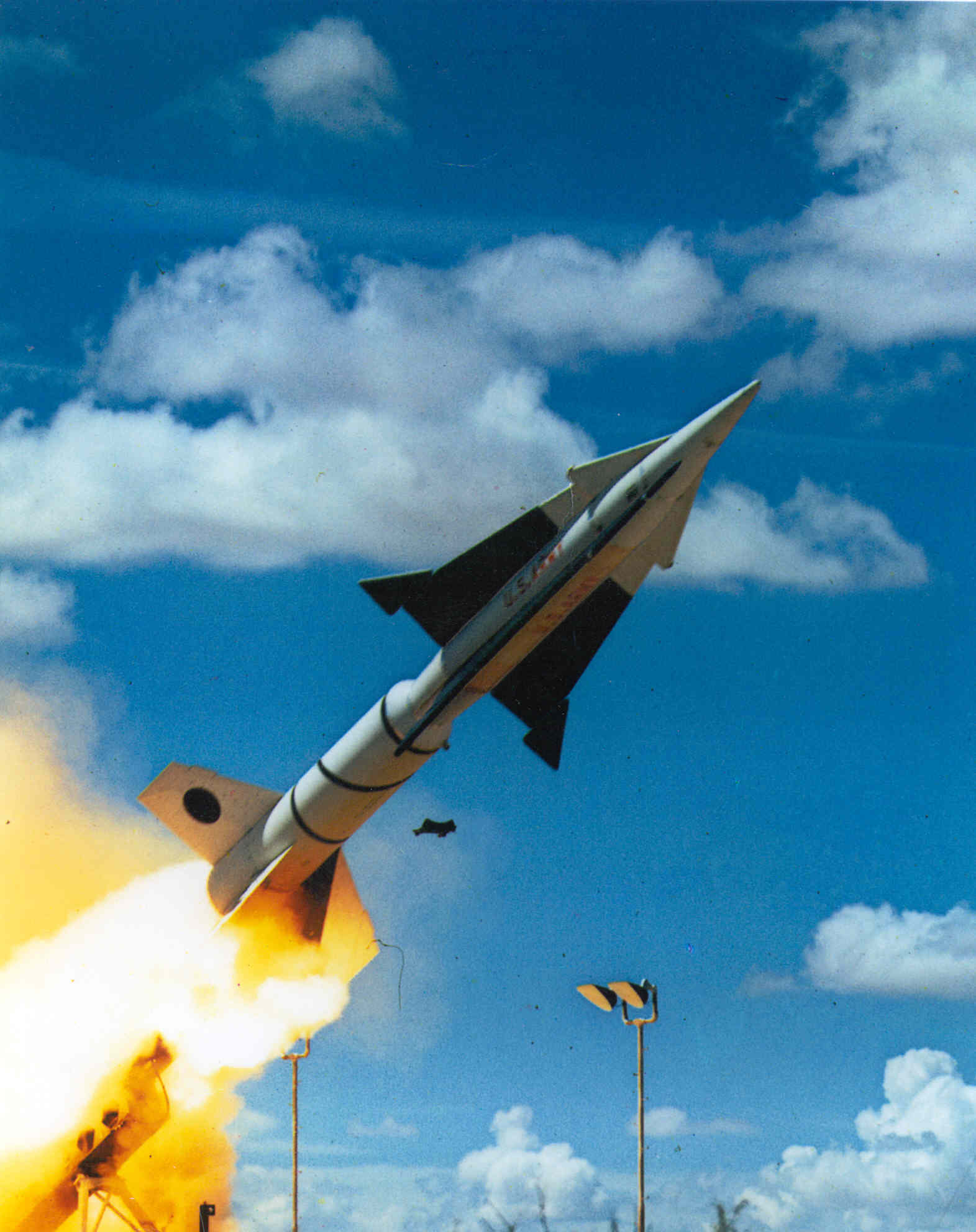
Tên lửa Nike Zeus phiên bản A đang được thử nghiệm tại Bãi thử nghiệm White Sands, cho thấy cánh dài và thân hẹp, được dựa trên thiết kế của tên lửa Hercules.

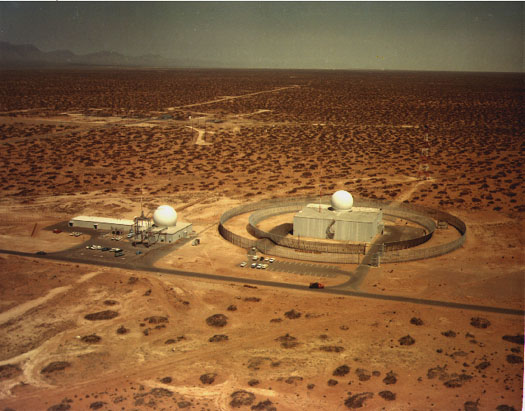
Tổ hợp phóng tên lửa số 38 tại Bãi thử nghiệm White Sands bao gồm radar ZDR ở giữa, và một radar TTR phía bên trái. Tổ hợp giếng phóng tên lửa có thể được thấy ở phía hậu cảnh, bên trên radar TTR. Radar ZAR được đặt ở xa về phía bên phải.

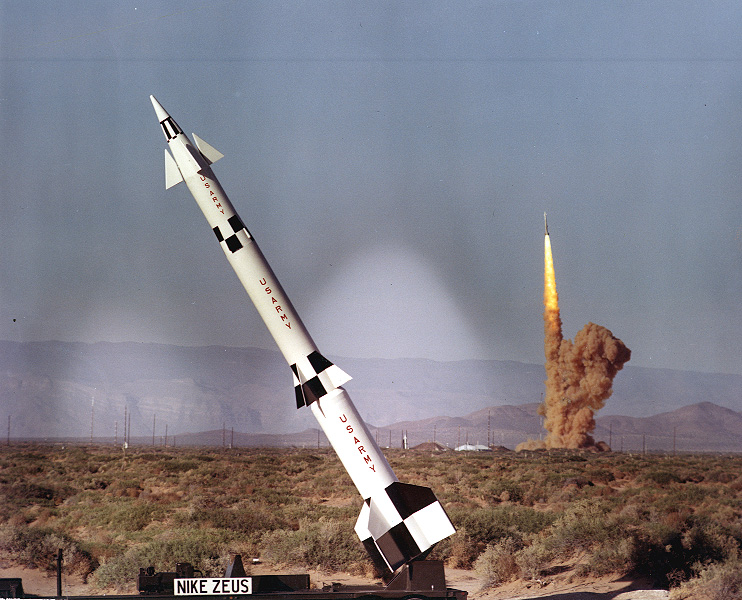
Tên lửa Nike Zeus B đang được trưng bày ở bãi thử nghiệm White Sands trong khi một tên lửa Zeus B khác đang được phóng lên ở hậu cảnh.

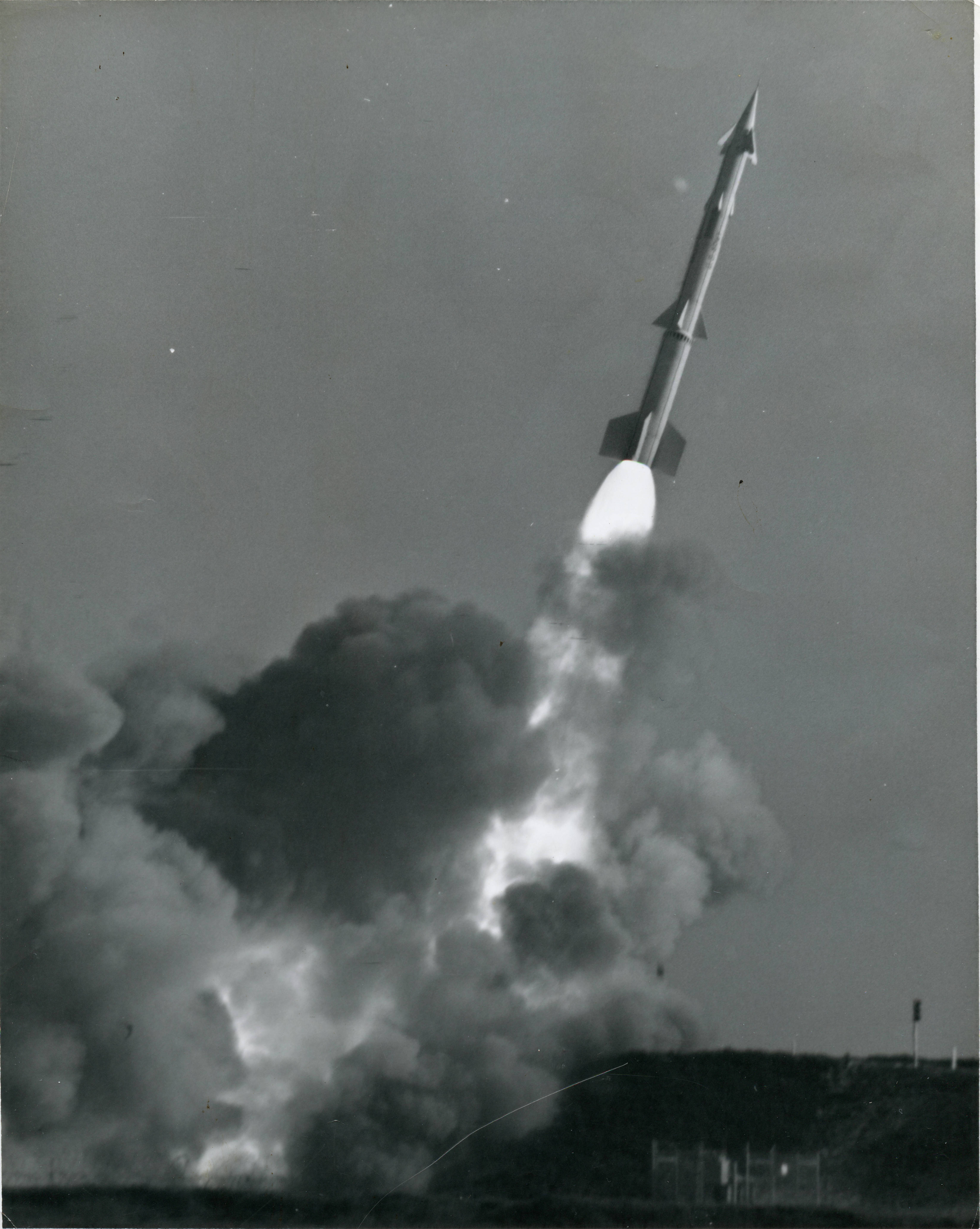
Tên lửa Nike Zeus B được phóng từ Bãi phóng tên lửa Thái Bình Dương tại Mũi Mugu ngày 6/3/1962. Đây là lần phóng thử 7 của tên lửa Zeus B tại bãi phóng này, ngày nay nơi đây trở thành Naval Base Ventura County.

Không ảnh khu vực Kwajalein trong suốt thời gian nơi đây là địa điểm thử nghiệm Zeus, nhìn về hướng đông. Đỉnh núi Olympus ở góc phía Tây của đảo, nằm ở vị trí gần nhất trong ảnh. Trung tâm điều khiển nằm ở góc Tây Bắc của đảo, phía bên trái nút Olympus. Radar ZDR là tòa nhà vuông trong hai vòng tròn đồng tâm nằm ngay bên trái của đường băng. Hai trạm radar TTR nằm ngay trên ZDR, vẫn đang được xây dựng. Phía đối diện ở cuối đường băng, hai vòng tròn lớn là hai bộ phát và thu nhận tín hiệu của radar ZAR.

Khi cuộc tranh luận về Zeus nổ ra, nhóm thiết kế Nike của phòng thí nghiệm Bell đang đạt được tiến bộ nhanh chóng trong việc phát triển hệ thống thực tế. Các cuộc thử nghiệm tên lửa phiên bản A bắt đầu vào năm 1959 tại bãi thử nghiệm tên lửa White Sands. Lần thử nghiệm đầu tiên diễn ra vào ngày 26 tháng 8 năm 1959 nhưng tầng khởi tốc đã bị lỗi trước khi nó được tách ra. Một thử nghiệm tương tự vào ngày 14 tháng 10 đã thành công, tiếp sau đó là thử nghiệm hai tầng đẩy lần đầu tiên vào ngày 16 tháng 12.Thử nghiệm hoàn chỉnh đầu tiên với tên lửa hai tầng đẩy với điều khiển tích cực và động cơ lực đẩy vectơ đã được thực hiện thành công vào ngày 3 tháng 2 năm 1960. Những cuộc thử nghiệm này đã cung cấp dữ liệu giúp các kỹ sư điều chỉnh bản thiết kế tên lửa giúp cải thiện tốc độ leo cao của tên lửa. Tên lửa Zeus B thử nghiệm lần đầu vào tháng 5 năm 1961. Khá nhiều tên lửa Zeus đã bị phá hủy trong quá trình thử nghiệm ban đầu do các bề mặt điều khiển trên tên lửa bị quá nhiệt, dẫn đến một loạt thay đổi trong thiết kế để khắc phục tình trạng này.
Radar bắt bám mục tiêu (Target Tracking Radars) (TTRs) chế tạo bởi phòng thí nghiệm của Bell ở Whippany, New Jersey, và được lắp đặt tại đảo Ascension. Sau đó radar này đã được sử dụng để theo dõi tên lửa SM-68 Titan ngày 29/3/1961, tuy nhiên dữ liệu được tải về từ bãi phóng tên lửa Mũi Canaveral mô phỏng thông tin từ Zeus Acquisition Radar (ZAR) đã thất bại. Lần thử nghiệm thứ 2 diễn ra vào ngày 28/5 đã thành công. Cũng trong năm này cơ sở radar Ascension đã theo dõi một loạt gồm 4 vụ phóng tên lửa thử nghiệm, trong đó có hai vụ phóng ICBM Atlas và hai vụ phóng ICBM Titan, tổng cộng đã thu thập được thông tin bắt bám trong 100 giây.
Trạm radar ZAR ở bãi thử nghiệm White Sands đã được đưa vào vận hành từ tháng 6 năm 1961, và được thử nghiệm chống lại các bóng bay, máy bay, dù được thả từ các tên lửa nghiên cứu và tên lửa Hercules. Radar TTR được hoàn thiện tại bãi thử nghiệm White Sands vào tháng 11, và đi vào thử nghiệm như một hệ thống hoàn chỉnh bao gồm các radar ZAR, TTR và MTR. Ngày 14/12 tên lửa phòng thủ Zeus bay qua tên lửa Nike Hercules mục tiêu ở khoảng cách chỉ 100 feet (30 m) trong một cuộc thử nghiệm, buổi thử nghiệm tương tự vào tháng 3 năm 1962 cũng tiến hành thành công. Vào ngày 5 tháng 6 năm 1963, Tổng thống Kennedy và Phó Tổng thống Lyndon Johnson đã đến thăm Bãi thử nghiệm White Sand để xem các vụ phóng thử tên lửa, bao gồm cả một vụ phóng thử của Zeus.
Nhu cầu thử nghiệm Zeus chống lại các mục tiêu dạng ICBM đã đưa ra một vấn đề. Mặc dù White Sands có thể thử nghiệm các hệ thống dẫn đường và tên lửa cơ bản, nhưng nó quá nhỏ để thử nghiệm Zeus ở tầm bắn tối đa. Do vậy việc thử nghiệm đã được tổ chức ở Mũi Mugu, California. Tại đây, tên lửa đánh chặn của hệ thống phòng thủ Zeus có thể bay theo hướng biển Thái Bình Dương. Các tên lửa đánh chặn từ Mũi Mugu sẽ đánh chặn các mục tiêu ICBM phóng từ mũi Canaveral, nhưng những giới hạn an toàn về tầm bắn đã đặt ra giới hạn cho các cuộc thử nghiệm. Tương tự như vậy, Bãi Thử nghiệm Đại Tây Dương, ở phía đông bắc của Canaveral, có mật độ dân số cao và ít đất trống để xây dựng các trạm radar theo dõi tầm thấp. Do vây, đảo Ascension là vị trí thích hợp duy nhất để thử nghiệm hệ thống Zeus.
Cuối cùng đảo san hô Kwajalein được chọn làm nơi thử nghiệm, nằm cách California 4800 dặm, và rất phù hợp cho tầm bắn của các ICBM, đồng thời đây cũng là nơi có căn cứ Hải quân Mỹ, với cơ sở vật chất và một đường băng. Bãi thử Kwajalein, được chính thức thành lập vào ngày 1 tháng 10 năm 1960. Khi quy mô ngày càng lớn, cuối cùng toàn bộ quần thể đảo được Hải quân bàn giao cho Lục quân vào ngày 1 tháng 7 năm 1964.Địa điểm thử nghiệm chiếm một phần đất trống đáng kể ở phía bắc của sân bay. Các bệ phóng tên lửa đánh chặn được đặt ở góc xa phía tây nam của hòn đảo, với các radar theo dõi mục tiêu, radar theo dõi tên lửa (MTR) và các vị trí điều khiển và máy phát điện chạy dọc theo phía bắc của sân bay. Máy phát và máy thu ZAR ở một khoảng cách xa, ngoài rìa đông bắc của khu vực sân bay.
Một cuộc tranh cãi nhỏ giữa Lục quân và Không quân Mỹ nổ ra, về việc sẽ sử dụng tên lửa ICBM nào làm mục tiêu cho các cuộc thử nghiệm hệ thống Nike Zeus. Lục quân muốn sử dụng tên lửa ICBM Jupiter của họ, được phóng đi từ đảo san hô Johnston trong khi Không quân Mỹ muốn sử dụng tên lửa Atlas phóng từ căn cứ không quân Vandenberg, California. Lục quân Mỹ đã sẵn sàng để chuyển đổi silo phóng tên lửa Thor sang cho Jupiter khi một ban chuyên gia do Bộ Quốc phòng thành lập xem xét vấn đề này. Cuối cùng họ quyết định sẽ ưu tiên cho tên lửa Atlas, được chính thức công bố vào ngày 29 tháng 6.
Một bước phát triển quan trọng của chương trình thử nghiệm là hệ thống chỉ báo khoảng cách bắn trượt, đo lường độc lập khoảng cách giữa tên lửa đánh chặn Zeus và mục tiêu ngay tại thời điểm máy tính bắt đầu kích nổ đầu đạn của Zeus.Giải pháp ở đây là trang bị cho tên lửa đánh chặn một thiết bị thu sóng siêu cao tần UHF phát ra từ khoang chứa đầu đạn hồi quyển. Tín hiệu thu được sẽ được truyền về mặt đất, nhờ hiệu ứng dịch chuyển Doppler của tín hiệu thu được mà có thể biết thông tin về khoảng cách. Những công cụ này cuối cùng đã chứng minh rằng thông tin theo dõi mục tiêu của hệ thống Zeus là chính xác. Để quan trắc mục tiêu được trực quan hơn, một đầu đạn nhỏ thông thường có gắn đèn flash được sử dụng để có thể nhìn thấy trên các bức ảnh phơi sáng về các điểm giao nhau.
Vào ngày 24 tháng 1 năm 1962, radar thu nhận ZAR của hệ thống Zeus tại Kwajalein đã được thử nghiệm thành công với mục tiêu ICBM, và ngày 18/4, nó đã được sử dụng để theo dõi vệ tinh Kosmos 2. Vào ngày 19 tháng 1, nó đã tiếp tục theo dõi Kosmos 2 và chuyển dữ liệu theo dõi thành công cho một trong các radar TTR. Vào ngày 26 tháng 6, thử nghiệm tổng thể đầu tiên chống lại mục tiêu là ICBM Atlas đã được thực hiện. ZAR bắt đầu bắt bám mục tiêu thành công ở độ cao 446 hải lý (826 km) chuyển dữ liệu bắt bám cho radar TTR. Trạm radar TTR bắt đầu chuyển đổi chế độ bắt bám thân tên lửa sang chế độ bắt bám đầu đạn ở độ cao 131 hải lý (243 km). Khi thân tên lửa đạn đạo bắt đầu tách ra, máy tính sẽ chuyển sang chế độ clutter, mà sẽ theo dõi dữ liệu của TTR để biết bất kỳ nguồn gốc nào từ quỹ đạo được tính toán ban đầu. Nó cũng tiếp tục dự đoán vị trí của đầu đạn, và nếu hệ thống lựa chọn việc theo dõi các mảnh vỡ từ đầu đạn tên lửa.
Cuộc thử nghiệm thứ hai vào ngày 19 tháng 7 đã thành công một phần, tên lửa đánh chặn Zeus đã bay vọt qua mục tiêu ở khoảng cách 2 kilômét (1,2 mi). Hệ thống điều khiển thủy lực bị cạn chất lỏng thủy lực trong 10 giây cuối cùng đã gây ra sự cố chệch mục tiêu ở khoảng cách lớn như vậy, tuy nhiên, phần nào đó cuộc thử nghiệm đã diễn ra thành công. Buổi thử nghiệm tiếp theo diễn ra vào ngày 12 tháng 12 đã thành công trong việc điều khiển tên lửa đánh chặn bay đủ gần đến mục tiêu, nhưng quả tên lửa thứ hai trong một chuỗi đánh chặn bằng 2 tên lửa liên tiếp đã không thể được phóng đi do lỗi thiết bị. Một thử nghiệm tương tự diễn ra và ngày 22 tháng 12 cũng gặp vấn đề tương tự, nhưng quả tên lửa đánh chặn đầu tiên đã bay qua cách mục tiêu chỉ 200 mét (660 ft).
| Nhiệm vụ thử nghiệm | Thời gian  | Mục tiêu đánh chặn | Ghi chú                                   |
| ------------------- | ---------- | ------------------ | ----------------------------------------- |
| K1                  | 26/6/1962  | Atlas D            | Thất bại trong việc bám tên lửa           |
| K2                  | 19/7/1962  | Atlas D            | Bắn trượt với sai số lớn                  |
| K6                  | 12/12/1962 | Atlas D            | Thành công, không phóng được tên lửa số 2 |
| K7                  | 22/12/1962 | Atlas D            | Thành công, không phóng được tên lửa số 2 |
| K8                  | 13/2/1963  | Atlas D            | Thành công một phần                       |
| K10                 | 28/2/1963  | Atlas D            | Thành công một phần                       |
| K17                 | 30/3/1963  | Titan I            | Thành công                                |
| K21                 | 13/4/1963  | Titan I            | Thành công                                |
| K15                 | 12/6/1963  | Atlas D            | Thành công                                |
| K23                 | 4/7/1963   | Atlas E            | Thành công                                |
| K26                 | 15/8/1963  | Titan I            | Thành công                                |
| K28                 | 24/8/1963  | Atlas E            | Thành công                                |
| K24                 | 14/11/1963 | Titan I            | Thành công                                |

Trong số các thử nghiệm được thực hiện trong chu kỳ thử nghiệm hai năm, mười trong số đó đã thành công trong việc đưa tên lửa đánh chặn vào gần mục tiêu ở khoảng cách sát thương của đầu đạn đánh chặn.

## Vai trò là tên lửa chống vệ tinh
Vào tháng 4 năm 1962, McNamara yêu cầu nhóm Nike xem xét việc sử dụng hệ thống Zeus trên đảo Kwajalein làm bệ phóng tên lửa chống vệ tinh sau khi quá trình thử nghiệm Zeus hoàn thành. Nhóm thiết kế Nike đã chuẩn bị một hệ thống tên lửa đánh chặn vệ tinh, việc thử nghiệm diễn ra vào tháng 5 năm 1963. Dự án phát triển tên lửa chống vệ tinh này được đặt tên là Project Mudflap.
Nhóm thiết kế dựa trên thiết kế của tên lửa Zeus DM-15B để tạo ra phiên bản mới chống vệ tinh có ký hiệu DM-15S. Những thay đổi chủ yếu liên quan đến việc cung cấp khả năng cơ động cao hơn thông qua việc sử dụng một bơm thủy lực hai giai đoạn mới, pin cung cấp năng lượng trong 5 phút thay vì 2, và nhiên liệu cải tiến trong tầng khởi tốc để tên lửa đánh chặn có phạm vi đánh chặn ở độ cao lớn hơn. Thử nghiệm đối với tầng đẩy khởi tốc mới diễn ra vào ngày 17 tháng 12 năm 1962, đạt độ cao 100 hải lý (190 km), đánh dấu là tên lửa bay cao nhất tính đến thời điểm đó được phóng từ bãi thử White Sands. Cuộc thử nghiệm thứ hai với tên lửa DM-15S hoàn chỉnh diễn ra vào ngày 15 tháng 2 năm 1963 đã chạm tới độ cao 151 hải lý (280 km).
Việc thử nghiệm sau đó được chuyển đến Kwajalein. Cuộc thử nghiệm đầu tiên diễn ra vào ngày 21 tháng 3 năm 1963 đã thất bại khi MTR không khóa được tên lửa. Cuộc thử nghiệm thứ hai diễn ra vào ngày 19 tháng 4 cũng thất bại khi tín hiệu dẫn đường của tên lửa bị lỗi 30 giây trước khi đánh chặn. Lần thử nghiệm thứ ba, sử dụng mục tiêu thực là tầng trên Agena-D có trang bị bộ phát đo khoảng cách bắn trượt, diễn ra vào ngày 24 tháng 5 năm 1963, đã diễn ra thành công. Kể từ thời điểm đó đến năm 1964, một tên lửa DM-15S đã được giữ ở trạng thái sẵn sàng hoạt động tức thì và các đội liên tục được huấn luyện về tên lửa này.
Sau năm 1964, bãi phóng Kwajalein không còn luôn đặt trong trạng thái báo động nữa, và quay trở lại với việc thử nghiệm hệ thống Zeus. Hệ thống này đã hoạt động trong tình trạng bình thường không trực chiến từ năm 1964 đến năm 1967, và được biết đến với tên gọi Chương trình 505. Năm 1967 nó trở thành cơ sở của chương trình 437-một tên lửa chống vệ tinh dựa trên tên lửa Thor. Đã có tổng cộng 12 vụ phóng tên lửa bao gồm cả ở White Sands đã được diễn ra trong chương trình 505 từ năm 1962 đến năm 1966.

## Mô tả

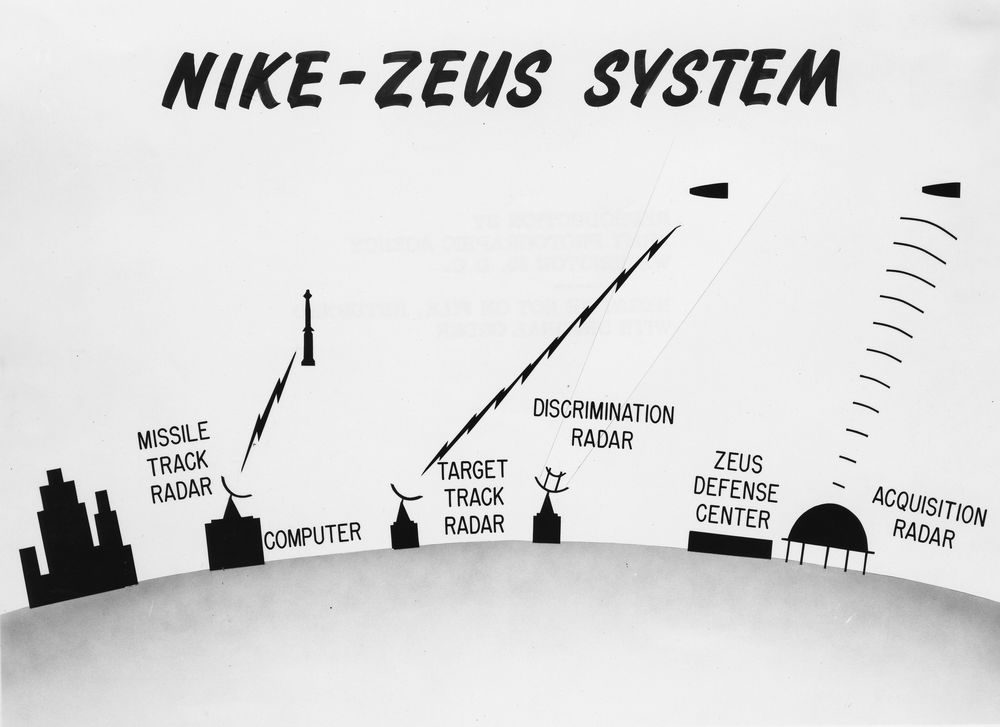
Mô tả hoạt động của một hệ thống phòng thủ Zeus bao gồm radar tầm ngắn và radar tầm xa cùng với tên lửa đánh chặn ở một dải phạm vi khác nhau.

Nike Zeus ban đầu được dự kiến là sự phát triển đơn giản của hệ thống tên lửa phòng không tầm xa Hercules trước đó, giúp hệ thống có khả năng đánh chặn các đầu đạn tên lửa ICBM, ở cùng cự ly và khoảng cách đánh chặn của hệ thống Hercules.Về lý thuyết, việc đánh chặn đầu đạn không khó hơn việc bắn rơi máy bay; máy tính điều khiển tên lửa đánh chặn đơn thuần chỉ cần chọn điểm đánh chặn xa hơn về phía trước mục tiêu để bù lại tốc độ của đầu đạn hồi quyển cao hơn nhiều so với máy bay thông thường. Trên thực tế, khó khăn của việc đánh chặn tên lửa ICBM là phải sớm phát hiện mục tiêu sao cho điểm đánh chặn vẫn nằm trong tầm bắn của tên lửa đánh chặn. Điều này đòi hỏi cần hệ thống radar lớn hơn và mạnh hơn nhiều, và máy tính cũng phải nhanh hơn.

### Phát hiện sớm

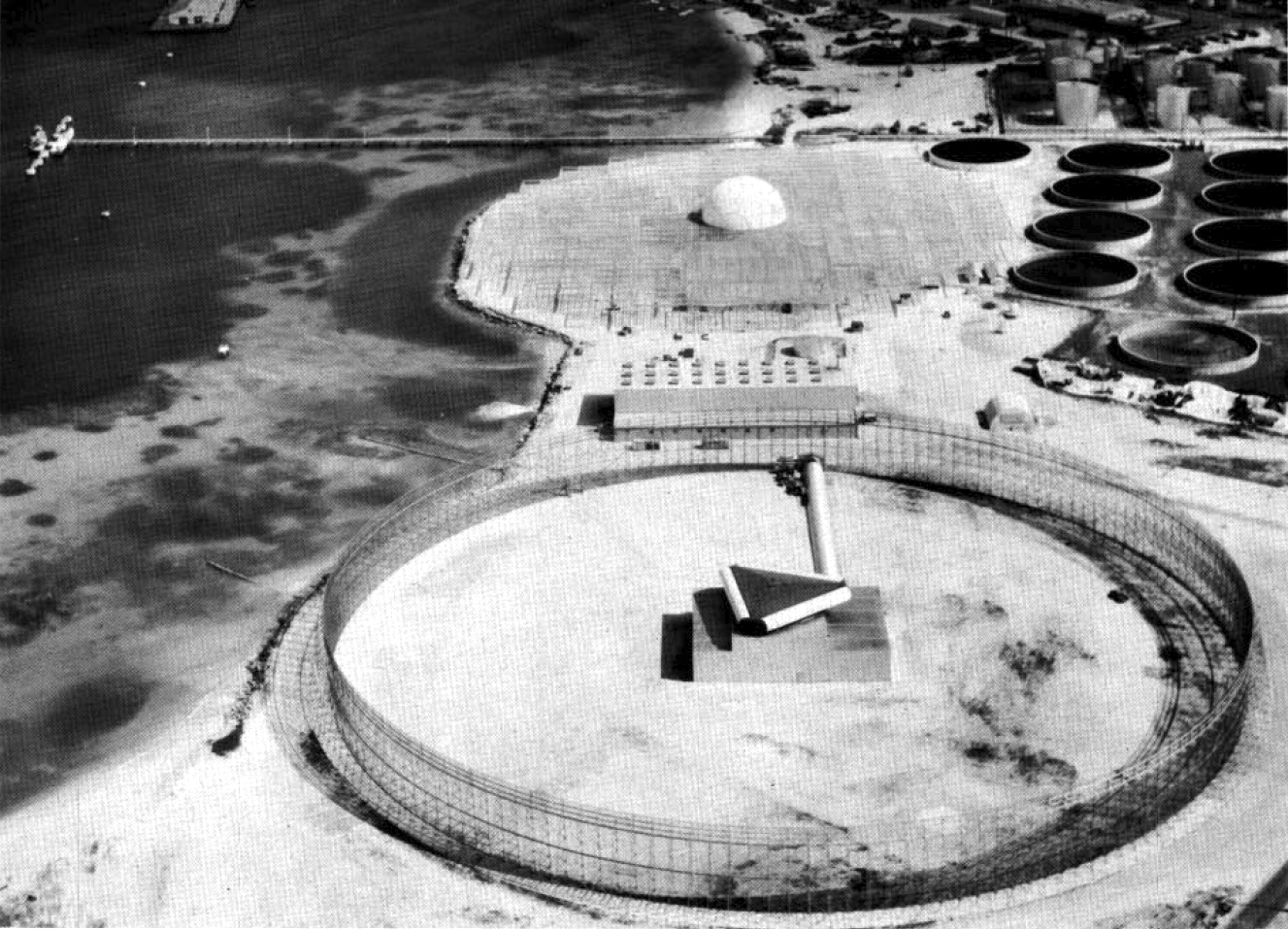
Bộ phát hình tam giác của Radar thu nhận (ZAR) của hệ thống Zeus ở tiền cảnh, cùng với mái vòm của hệ thống nhận tín hiệu ở hậu cảnh. Ta có thể thấy xung quanh bộ thu tín hiệu ở phía sau là một mạng lưới dây kim loại tạo nên mặt phẳng phản xạ mặt đất. Trong khi xung quanh ra dar ZAR có một hàng rào cao ngăn tín hiệu truyền từ bên ngoài. Cũng nhìn thấy đường hầm kim loại màu trắng chạy thẳng từ bên ngoài hàng rào vào trong radar ZAR

Khi việc thiết kế Zeus vẫn còn đang ở giai đoạn ban đầu, phòng thí nghiệm Bell đề xuất sử dụng hai radar để mở rộng tầm bắt bám mục tiêu và cải thiện thời gian phản ứng. Đặt tại căn cứ phòng thủ Zeus sẽ là một Local Acquisition Radar (LAR), một radar monopulse UHF có khả năng bắt bám từ 50 đến 100 mục tiêu. Forward Acquisition Radar (FAR) sẽ được chỉ đến cự ly 300 đến 700 dặm (480–1.130 km) phía trước căn cứ phòng thủ Zeus để cảnh báo sớm trước từ 200 đến 300 giây về dữ liệu bám bắt của 200 mục tiêu này. FAR sẽ phát xung 10 MW ở tần số UHF từ 405 MHz đến 495 MHz, cho phép nó phát hiện vật thể bay có diện tích phản xạ radar hiệu dụng 1 mét vuông ở 1.020 hải lý (1.890 km) hoặc mục tiêu có diện tích phản xạ radar hiệu dụng 0,1 m2 ở cự ly 600 hải lý (1.100 km). Mỗi một mục tiêu bị bắt bám sẽ được lưu trữ dưới dạng bản ghi 200 bit, bao gồm thông tin về vị trí, tốc độ, thời gian thực và mức độ chất lượng của dữ liệu. Đám mây mục tiêu (sau khi ICBM giải phóng đầu đạn cùng các mảnh vỡ, mồi nhử sẽ tạo thành một đám mây mục tiêu- xem thêm trong bài các pha của tên lửa đạn đạo) sẽ được theo dõi như một vật thể cùng với dữ liệu về độ rộng và độ dài của đám mây. Dữ liệu bắt bám sẽ được cập nhật mỗi năm giây một lần khi mục tiêu vẫn còn trong tầm quan sát, nhưng antenna quay khá chậm ở tốc độ 4 vòng/phút vì thế mục tiêu sẽ di chuyển được xa đáng kể giữa các lần quét. Mỗi một trạm radar FAR có thể cung cấp dữ liệu cho tối đa 3 tổ hợp phòng thủ Zeus.
Vào thời điểm hoàn thành các kế hoạch của Zeus vào năm 1957, các kế hoạch cho FAR đã được hoàn thiện và LAR đã được nâng cấp để trở thành Radar thu nhận Zeus (Zeus Acquisition Radar-ZAR) cung cấp thông tin cảnh báo sớm và theo dõi ban đầu trên diện rộng. Radar cực kỳ mạnh mẽ này được điều khiển bởi nhiều klystron 1,8 MW và phát sóng qua ba ăng ten rộng 80 foot (24 m) được bố trí như các cạnh bên ngoài của một tam giác đều quay. ZAR quay với tốc độ 10 vòng/phút, nhưng nhờ ba ăng-ten, nó có hiệu năng giống như một ăng-ten duy nhất quay nhanh gấp ba lần. Mỗi mục tiêu sẽ được quét hai giây một lần, cung cấp nhiều dữ liệu hơn so với cấu hình hệ thống radar FAR/LAR trước đó.
Tín hiệu được thu nhận trên một bộ ba ăng-ten riêng biệt, nằm ở tâm của thấu kính Luneburg có đường kính 80 foot (24 m), quay đồng bộ với đài phát dưới mái vòm có đường kính 120 foot (37 m).Xung quanh bộ thu tín hiệu là một mạng lưới dây kim loại lớn, tạo nên mặt phẳng phản xạ mặt đất. Radar ZAR hoạt động ở tần số UHF giữa 495 và 605 MHz, giúp radar có khả năng nhảy tần. ZAR có thể phát hiện mục tiêu có diện tích phản xạ hiệu dụng 0,1 m2 ở cự ly 460 hải lý (850 km).
Toàn bộ máy phát được bao quanh bởi một hàng rào lộn xộn cao 65 foot (20 m) nằm cách ăng-ten 350 foot (110 m), có vai trò phản xạ tín hiệu ra khỏi các vật thể trên mặt đất, nếu không sẽ tạo ra tín hiệu trả về sai. ZAR mạnh đến mức năng lượng vi sóng ở cự ly gần vượt xa giới hạn an toàn bắt buộc và có khả năng gây chết người trong phạm vi 100 thước Anh (91 m). Để cho phép bảo trì trong khi radar hoạt động, các khu vực đặt thiết bị được che chắn trong lồng Faraday bằng lá kim loại, và một đường hầm kim loại chạy từ bên ngoài hàng rào. Các radar khác cũng có hệ thống có biện pháp bảo vệ tương tự.

### Bố trí
Dữ liệu từ những radar ZAR được chuyển cho khẩu đội điều khiển tên lửa-Zeus Firing Battery (ZFB) để đánh chặn, với mỗi radar ZAR có khả năng truyền thông tin cho 10 khẩu đội. Mỗi khẩu đội cũng có thể tự mình vận hành, bao gồm tất cả các trạm radar, máy tính và tên lửa đánh chặn cần thiết trong việc đánh chặn. Trong một cuộc triển khai điển hình, một trung tâm phòng thủ Zeus có thể kết nối với từ ba đến sáu khẩu đội tên lửa, trải rộng trong phạm vi lên tới 100 dặm (160 km).
Các mục tiêu do ZAR chọn sau đó được chiếu xạ bởi radar phân biệt-Zeus Discrimination Radar-ZDR, (còn được gọi là radar phân biệt mồi nhử-Decoy Discrimination Radar, DDR hoặc DR). ZDR chụp ảnh toàn bộ đám mây mục tiêu giúp bộ phận thu có thể tính toán cự ly của đám mây mục tiêu. Độ phân giải của radar là 0,25 micro giây, khoảng 75 mét (246 ft).Vì bức xạ radar trải dài trên toàn bộ đám mây mục tiêu, nên radar bức xạ rất mạnh, radar ZDR sản sinh ra xung bức xạ điện từ công suất 40 MW 2 µs trong dải sóng L từ 1270 đến 1400 MHz.Để đảm bảo luôn chiếu xạ mục tiêu radar ZDR sử dụng gương phản xạ Cassegrain có thể dịch chuyển để sao cho luôn tập trung bức xạ vào đám mây mục tiêu.
Dữ liệu từ ZDR được chuyển tới Bộ xử lý Tất cả Mục tiêu (ATP), bộ xử lý này chạy quá trình xử lý thô trên tối đa 625 đối tượng trong đám mây. Có thể lựa chọn tối đa 50 trong số này để xử lý thêm trong Máy tính kiểm soát và phân loại-Discrimination and Control Computer (DCC), máy tính này chạy thêm các phép thử trên các mục tiêu được bắt bám, và gán cho mỗi mục tiêu một xác suất là đầu đạn hoặc mồi nhử. Máy tính DCC có khả năng chạy 100 phép thử khác nhau. Đối với các tín hiệu mục tiêu ngoài khí quyển, phép thử sẽ bao gồm đo đạc từng xung tín hiệu radar phản hồi để tìm các vật thể đang rơi, cũng như sự biến thiên trong cường độ tín hiệu do tần số thay đổi. Với mục tiêu trong tầng khí quyển, nguyên tắc chính là kiểm tra tốc độ rơi của vật thể từ đó có thể xác định được khối lượng của vật thể
Bất kỳ mục tiêu nào có xác suất cao là đầu đạn thật, sẽ được chuyển đến cho Bộ xử lý dữ liệu điều khiển khẩu đội-Battery Control Data Processor (BCDP), mà sẽ lựa chọn tên lửa và radar để đánh chặn. Việc này bắt đầu bằng việc gán một Radar theo dõi mục tiêu-Target Tracking Radar (TTR) cho một mục tiêu khả dĩ, được chuyển từ DCC. Các radar TTR vận hành trên dải băng tần C từ 5250 đến 5750 MHz, công suất 10 MW, có khả năng theo dõi mục tiêu có diện tích phản xạ hiệu dụng là 0,1 m2 từ cự ly 300 hải lý (560 km). Cự ly phát hiện được cho là sẽ có khả năng tăng gấp đôi nếu sử dụng thiết kế bộ phận thu tín hiệu mới trên cơ sở maser. Một khi đã bắt bám thành công các mục tiêu, và nhận lệnh phóng tên lửa đánh chặn, BCDP sẽ lựa chọn các tên lửa Zeus sẵn sàng phóng và ra lệnh cho radar bắt bám tên lửa đánh chặn-Missile Tracking Radar (MTR) bắt bám theo tên lửa được phóng lên. Những radar này có thiết kế nhỏ hơn nhiều, hoạt động trên băng tần X giữa 8.500 và 9.600 MHz và được hỗ trợ bởi máy tiếp sóng transponder trên tên lửa, với công suất chỉ 300 kW, nó có khả năng bắt bám theo tên lửa đánh chặn ở cự ly 200 hải lý (370 km). Việc sử dụng nhiều tần số khác nhau trong một dải tần số rộng cho phép vận hành 450 radar MTR trong mỗi một Trung tâm phòng thủ duy nhất. Thông tin thu được từ radar ZDR, TTR và các radar MRT sẽ đều được cung cấp cho Máy tính đánh chặn-Target Intercept Computer (TIC) mà sẽ quản lý trực tiếp việc đánh chặn. Radar TIC sử dụng bộ nhớ xoắn cho ROM và bộ nhớ lõi cho RAM. Lệnh điều khiển sẽ được gửi cho tên lửa thông qua radar MTR.
Một khẩu đội thông thường sẽ bao gồm 1 radar DR, ba radar TTR, hai TIC chỉ huy sáu radar MTR, và 24 tên lửa đánh chặn. Khẩu đội cơ bản này có khả năng đánh chặn cùng lúc ba đầu đạn thông thường sử dụng một chuỗi phóng liên tiếp hai tên lửa đánh chặn đề phòng trường hợp một tên lửa bắn trượt. Thực tế, hai mục tiêu sẽ được đánh chặn trong khi hệ thống thứ ba sẽ đảm nhiệm vai trò dự bị có thể tiếp quản điều khiển tên lửa. Một khẩu đội được mở rộng tối đa bao gồm ba DR, mười TTR, sáu TIC điều khiển mười tám MTR và 72 tên lửa. Các hệ thống phòng thủ nếu cần xử lý nhiều mục tiêu hơn thì sẽ đơn thuần tăng số lượng khẩu đội bổ sung, được cấp dữ liệu bắn từ cùng một radar ZAR và trung tâm phòng thủ

Theo như tính toán radar ZAR mất khoảng thời gian 20 giây để tính toán đường bay và chuyển thông tin mục tiêu cho một trong các radar TTR, và mất 25 giây để tên lửa bay tới được mục tiêu. Với một chu kỳ phóng liên tiếp nhanh hai tên lửa, một khẩu đội Zeus được triển khai đầy đủ sẽ có khả năng đánh chặn 14 đầu đạn (không có mồi nhử) trong một phút. Tỉ lệ đánh chặn mục tiêu có mồi nhử khi phóng tên lửa ở chế độ chuỗi chưa được ghi nhận nhưng nó phụ thuộc vào khả năng xử lý của radar ZDR lớn hơn mọi giới hạn của vật lý. Thực tế việc đánh chặn thường diễn ra ở cự ly khoảng 75 hải lý (139 km) do những hạn chế về độ chính xác, ngoài ra tên lửa không thể được điều khiển đủ chính xác để đưa chúng vào đủ gần đầu đạn mục tiêu ở trong phạm vi sát thương 800 foot (240 m).

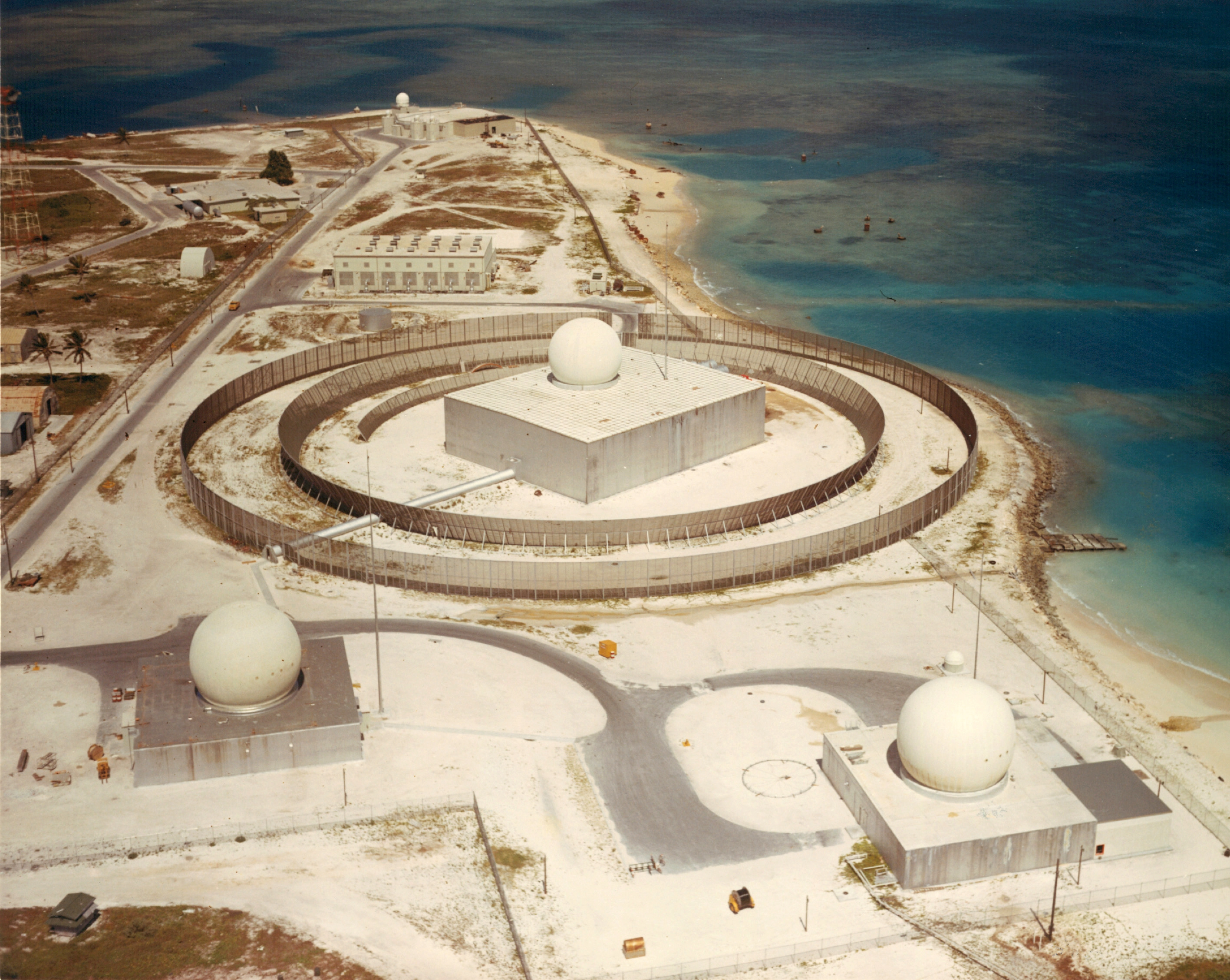
Hai radar TTR ở vị trí bên dưới, còn radar ZDR nằm ở giữa ảnh. Radar MTR nằm ở phía xa.
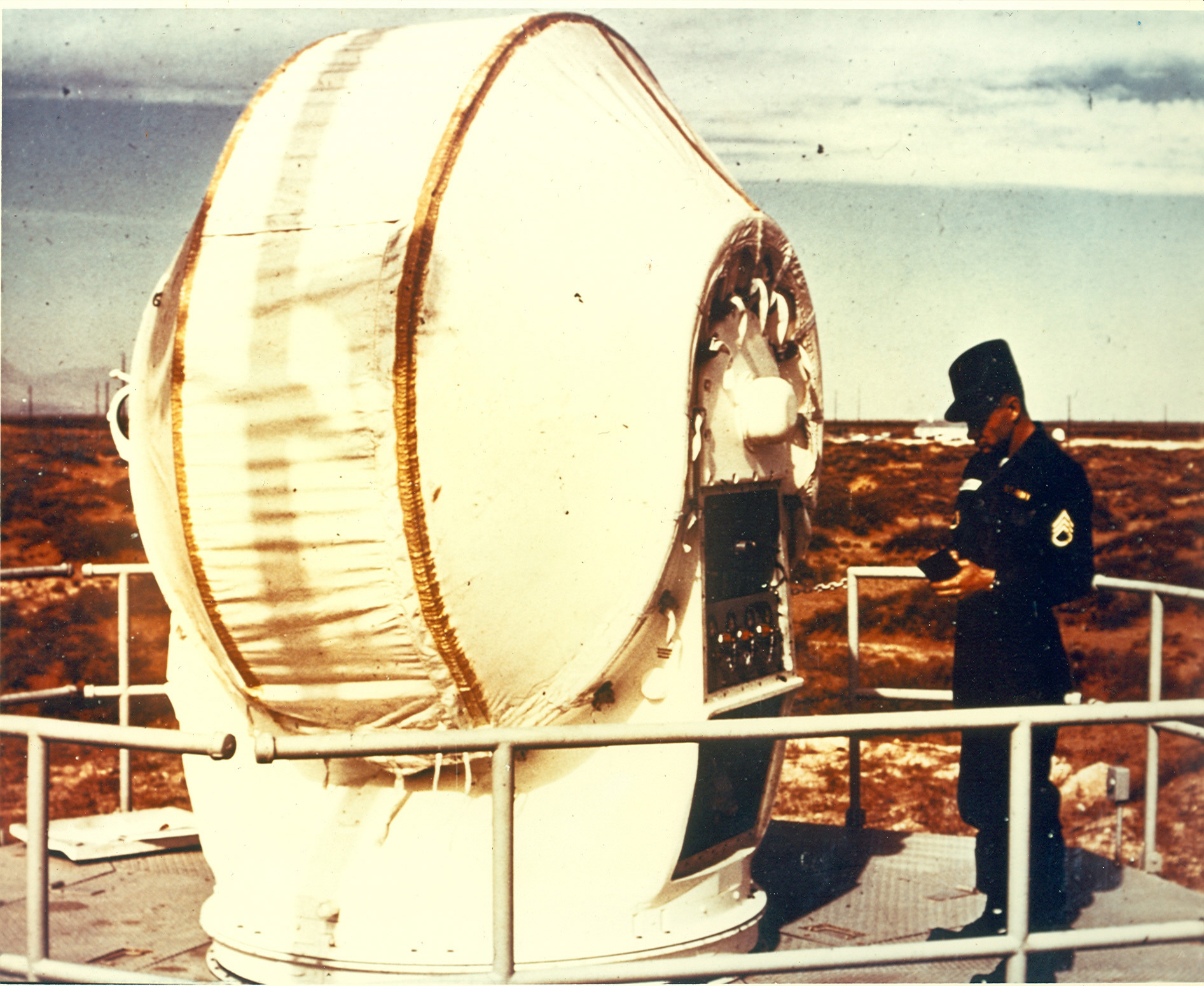
Radar MTR có kích thước khá nhỏ mặc dù chúng có khả năng thu được các tín hiệu mạnh từ máy phát trên tên lửa. Radar chỉ được bọc bằng một lớp vải mỏng.
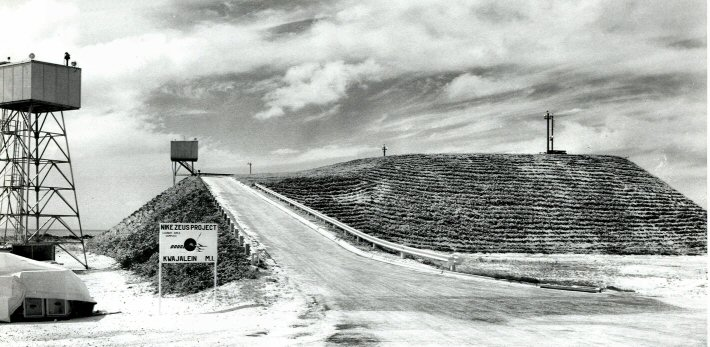
Đỉnh Olympus, bệ phóng Nike-Zeus trên đảo Kwajalein. Ngọn đồi được đắp cao cho phép giếng phóng tên lửa Zeus có thể được xây dựng trên địa hình đảo vốn chỉ cao 1 feet so với mực nước biển.

### Tên lửa Zeus

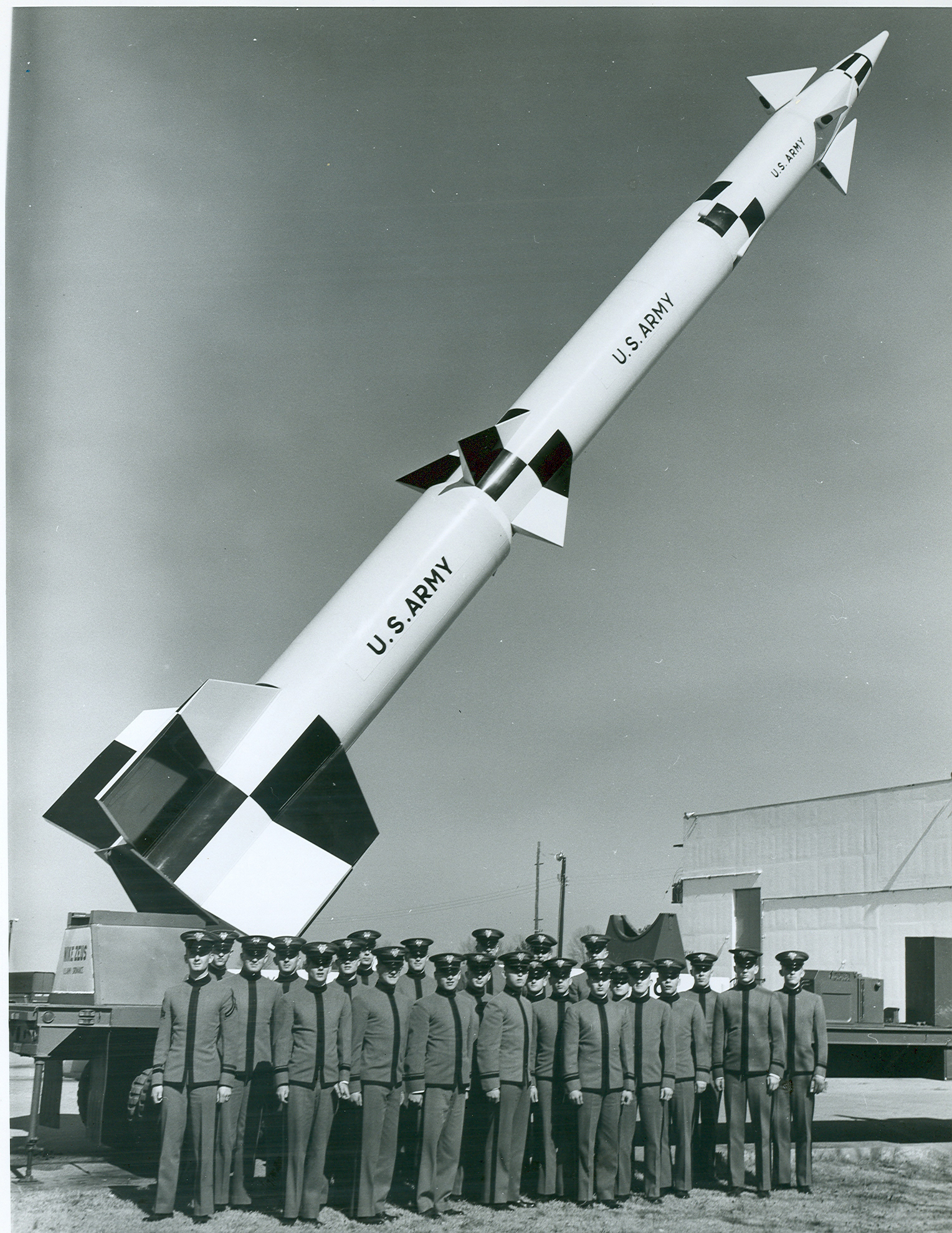
Học viên trường West Point chụp ảnh trước tên lửa Zeus B tại bãi thử nghiệm White Sands. Ta có thể thấy rõ ba tầng của tên lửa, cùng với chi tiết của tầng trên với động cơ điều chỉnh hướng phụt.

Tên lửa nguyên bản Zeus A khá giống với tên lửa Hercules, nhưng được thiết kế lại về bố cục điều khiển và ống xả khí để cơ động ở độ cao lớn, nơi mà bầu khí quyển rất mỏng do đó các cánh khí động ít tác dụng. Zeus B dài hơn, nó có độ dài 14,7 mét (48 ft), rộng 2,44 mét (8 ft 0 in), đường kính thân 0,91 mét (3 ft 0 in). Kích thước này lớn hơn nhiều so với tên lửa phòng không tầm xa Hercules do đó không thể phóng chúng với bệ phóng của tên lửa Hercules/Ajax. Thay vào đó, phiên bản Zeus được phóng từ giếng phóng, do đó có sự thay đổi ký hiệu tên lửa từ MIM (phóng từ bệ phóng di động) sang LIM (phóng từ giếng phóng). Do tên lửa được thiết kế để đánh chặn mục tiêu trong không gian, tên lửa không cần có thêm các cánh khí động như ở phiên bản A. Thay vào đó nó có thêm tầng tên lửa đẩy thứ ba, với một động cơ phản lực nhỏ cho phép nó có thể cơ động trong vũ trụ. Zeus B có tầm bắn lớn nhất là 250 dặm (400 km) độ cao đánh chặn tối đa 200 dặm (320 km).
Zeus A được thiết kế để tấn công đầu đạn mục tiêu thông qua hiệu ứng xung kích, giống như Hercules, và được trang bị đầu đạn hạt nhân tương đối nhỏ. Khi yêu cầu về phạm vi và độ cao đánh chặn ngày càng tăng, cùng với việc các kỹ sư đã am hiểu hiệu ứng của vũ khí ở độ cao lớn, Zeus B được thiết kế để đánh chặn mục tiêu của nó thông qua sự đốt nóng nơtron. Điều này dựa vào việc đầu đạn của tên lửa đánh chặn giải phóng một số lượng lớn các neutron năng lượng cao (tương tự như bom neutron), các hạt nơ trôn sẽ gây ra sự phân hạch trong nhiên liệu hạt nhân của chính đầu đạn mục tiêu, làm nóng và khiến đầu đạn bị phá hủy.Để thực hiện điều này Zeus mang một đầu đạn hạt nhân W50 có đương lượng nổ 400 kiloton. Để có thể tiêu diệt đầu đạn mục tiêu nó phải được kích nổ trong phạm vi 1 km tính từ mục tiêu, đối với một mục tiêu đầu đạn được bảo vệ, phạm vi này giảm xuống còn 800 foot (0,24 km).

## Đặc tính kỹ thuật
Có ít nhất 5 phiên bản tên lửa Zeus được ký hiệu A, B, C, S và X2, phiên bản cuối cùng sau này trở thành tên lửa Spartan. Không có nguồn nào liệt kê rõ ràng sự khác biệt của tất cả những thứ này trong một bảng duy nhất. Các nguồn khác nhau dường như nhầm lẫn giữa các phiên bản Zeus A, B và Spartan. Các số liệu về tên lửa model A và Spartan được lấy từ Hệ thống Tên lửa Phòng thủ và Chiến lược của Hoa Kỳ 1950–2004 còn Zeus B từ lịch sử phòng thí nghiệm Bell.
| Tên              | Nike Zeus A                           | Nike Zeus B                           | Spartan (LIM-49A)                     |
| Ký hiệu          | DM-15A                                | DM-15 B, (C?), S                      | DM-15X2                               |
| ---------------- | ------------------------------------- | ------------------------------------- | ------------------------------------- |
| Dài              | 44 ft 3 in (13,5 m)                   | 50 ft 2 in (15,3 m)                   | 55 ft 1 in (16,8 m)                   |
| Đường kính       | 3 ft 0 in (0,91 m)                    | 3 ft 0 in (0,91 m)                    | 3 ft 7 in (1,09 m)                    |
| Sải cánh         | 9 ft 9 in (2,98 m)                    | 8 ft 0 in (2,44 m)                    | 9 ft 9 in (2,98 m)                    |
| Khối lượng       | 10.980 lb (4.980 kg)                  | 24.200 lb (10.977 kg)                 | 28.900 lb (13.100 kg)                 |
| Tốc độ tối đa    | > Mach 4 (4.900 km/h)                 | > Mach 4 (4.900 km/h)                 | > Mach 4 (4.900 km/h)                 |
| Tầm bắn          | 200 mi (320 km)                       | 250 mi (400 km)                       | 460 mi (740 km)                       |
| Độ cao đánh chặn | không rõ                              | 170 mi (280 km)                       | 350 mi (560 km)                       |
| Tầng khởi tốc    | Thiokol TX-135 400.000 lbf (1.800 kN) | Thiokol TX-135 450,000 lbf (2.000 kN) | Thiokol TX-500 500,000 lbf (2.200 kN) |
| Tầng 2           | không rõ                              | Thiokol TX-238                        | Thiokol TX-454                        |
| Tầng 3           | không                                 | Thiokol TX-239                        | Thiokol TX-239                        |
| Đầu đạn          | W31 (25 kt)                           | W50 (400 kt)                          | W71 (5 Mt)                            |

## Chú giải
1. ↑  Khi mà con trai Khrushchev hỏi ông tại sao ông lại tuyên bố như vậy, Khrushchev giải thích rằng "số lượng tên lửa mà chúng ta có không quá quan trọng. ... Điều quan trọng là người Mỹ tin tưởng vào sức mạnh của chúng ta".[23]
2. ↑  Mặc dù có vẻ như tên lửa đánh chặn ABM đương nhiên có thể tấn công máy bay, nhưng điều này không phải lúc nào cũng đúng. Máy bay ném bom bay ở độ cao về một vài dặm, trong khi một ICBM bay ở độ cao 750 dặm (1.210 km). Điều này cho phép phát hiện ICBM ở cự ly rất xa, trong khi máy bay ném bom chỉ được phát hiện khi nó bay vào phạm vi đường chân trời radar. Việc đánh chặn máy bay do đó sẽ yêu cầu bổ sung các radar xung quanh vị trí đặt tên lửa để tăng cự ly phát hiện, cũng như cách bố trí chỉ huy và kiểm soát khác nhau. Liên Xô chưa bao giờ xây dựng lực lượng máy bay ném bom của mình như Mỹ, và có vẻ như Liên Xô dồn mọi nỗ lực vào ICBM, nên chi phí bổ sung cho việc bổ sung lực lượng phòng không được coi là thừa
3. ↑  Lớp bên ngoài của tên lửa có thể được nhìn thấy chuyển sang màu đen trong phim "The Range Goes Green" của Bell Labs.
4. ↑  Kennedy công khai giới thiệu thuật ngữ "khoảng trống tên lửa" như một phần của bài phát biểu tháng 8 năm 1958.[48]
5. ↑  Kết quả này tỏ ra hữu ích trong các cuộc thử nghiệm tên lửa Sprint sau này, khi những thay đổi về tần số và yêu cầu mã hóa tất cả dữ liệu khiến việc điều chỉnh phương pháp đơn giản này trở nên khó khăn hơn nhiều. Thay vào đó, các radar TTR từ địa điểm Zeus ban đầu đã được sử dụng, vì các thử nghiệm ban đầu đã chứng minh dữ liệu TTR là chính xác.[79]
6. ↑  Canavan đề cập đến 14 cuộc thử nghiệm, nhưng lịch sử phòng thí nghiệm Bell chỉ nhắc đến 13 lần thử nghiệm trong bảng.

## Trích dẫn
1. ↑  Walker, Bernstein & Lang 2003, tr. 20.
2. 1 2 3  Jayne 1969, tr. 29.
3. 1 2  Leonard 2011, tr. 180.
4. 1 2  Zeus 1962, tr. 165.
5. ↑  Jayne 1969, tr. 30.
6. ↑  Bell Labs 1975, tr. 1.2.
7. ↑  Bell Labs 1975, tr. 1.3.
8. ↑  Bell Labs 1975, tr. 1.3–1.4.
9. 1 2 3 4 5  Zeus 1962, tr. 166.
10. ↑  Bell Labs 1975, tr. 1.4.
11. ↑  Jayne 1969, tr. 32.
12. ↑  Kaplan 2006, tr. 4.
13. ↑  "Air Force Calls Army Unfit to Guard Nation". New York Times. ngày 21 tháng 5 năm 1956. tr. 1.
14. ↑  MacKenzie 1993, tr. 120.
15. ↑  Jayne 1969, tr. 33.
16. ↑  Larsen, Douglas (ngày 1 tháng 8 năm 1957). "New Battle Looms Over Army's Newest Missile". Sarasota Journal. tr. 35. Truy cập ngày 18 tháng 5 năm 2013.
17. ↑  Trest, Warren (2010). Air Force Roles and Missions: A History. Government Printing Office. tr. 175. ISBN 9780160869303.
18. ↑  MacKenzie 1993, tr. 113.
19. ↑  MacKenzie 1993, tr. 121.
20. ↑  Technical Editor (ngày 6 tháng 12 năm 1957). "Missiles 1957". Flight International. tr. 896. {{Chú thích tạp chí}}: |author= có tên chung (trợ giúp)
21. ↑  Gaither 1957, tr. 5.
22. ↑  Thielmann, Greg (tháng 5 năm 2011). "The Missile Gap Myth and Its Progeny". Arms Control Today.
23. ↑  Khrushchev, Sergei (200). Nikita Khrushchev and the Creation of a Superpower. Pennsylvania State University Press. tr. 314. ISBN 0271043466.
24. 1 2 3  Preble 2003, tr. 810.
25. ↑  Gaither 1957, tr. 6.
26. 1 2  Leonard 2011, tr. 332.
27. ↑  Leonard 2011, tr. 183.
28. ↑  "P&G: Changing the Face of Consumer Marketing". Harvard Business School. 2000. Bản gốc lưu trữ ngày 1 tháng 1 năm 2015. Truy cập ngày 8 tháng 3 năm 2021.
29. ↑  "Neil H. McElroy (1957–1959): Secretary of Defense". University of Virginia Miller Center. Bản gốc lưu trữ 19 tháng 2 2015. Truy cập 19 tháng 2 2015.
30. ↑  Kaplan 2006, tr. 7.
31. 1 2  Zeus 1962, tr. 170.
32. ↑  Bell Labs 1975, tr. I-20.
33. ↑  Berhow 2005, tr. 31.
34. ↑  Walker, Bernstein & Lang 2003, tr. 39.
35. ↑  Leonard 2011, tr. 331.
36. ↑  Leonard 2011, tr. 182.
37. ↑  Kaplan 2008, tr. 80.
38. 1 2 3 4  Kaplan 2008, tr. 81.
39. ↑  WSEG 1959, tr. 20.
40. ↑  Kaplan 1983, tr. 344.
41. ↑  Broad, William (ngày 28 tháng 10 năm 1986). "'Star Wars' Traced To Eisenhower Era". The New York Times.
42. ↑  Slayton 2013, tr. 52.
43. ↑  Garvin & Bethe 1968, tr. 28–30.
44. ↑  Leonard 2011, tr. 186–187.
45. 1 2 3  Baucom 1992, tr. 19.
46. ↑  Kaplan 2006, tr. 6–8.
47. ↑  Papp 1987.
48. ↑  "US Military and Diplomatic Policies - Preparing for the Gap". JFK Library and Museum. ngày 14 tháng 8 năm 1958.
49. ↑  Kaplan 2008, tr. 82.
50. ↑  Kaplan 1983, tr. 345.
51. 1 2  Kaplan 2006, tr. 9.
52. ↑  Brown 2012, tr. 91.
53. ↑  Day, Dwayne (ngày 3 tháng 1 năm 2006). "Of myths and missiles: the truth about John F. Kennedy and the Missile Gap". The Space Review. tr. 195–197.
54. ↑  Heppenheimer, T. A. (1998). The Space Shuttle Decision. NASA. tr. 195–197.
55. ↑  Day 2006.
56. ↑  Leonard 2011, tr. 334.
57. ↑  Yanarella 2010, tr. 68.
58. 1 2  Leonard 2011, tr. 335.
59. ↑  Reed, Sidney (1991). DARPA Technical Accomplishments, Volume 2. Institute for Defense Analyses. tr. 1–14. Bản gốc lưu trữ 1 tháng 3 2013. Truy cập 26 tháng 10 2015.
60. ↑  Yanarella 2010, tr. 68–69.
61. 1 2  Yanarella 2010, tr. 87.
62. ↑  Yanarella 2010, tr. 69.
63. ↑  "JFK Accepts McNamara View On Nike Zeus". Sarasota Herald-Tribune. ngày 8 tháng 1 năm 1963. tr. 20.
64. 1 2  Walker, Bernstein & Lang 2003, tr. 49.
65. 1 2  Kaplan 2006, tr. 13.
66. ↑  Allan, Robert; Scott, Paul (ngày 26 tháng 4 năm 1963). "McNamara Lets Reds Widen Antimissile Gap". Evening Independent. tr. 3-A.
67. ↑  Kaplan 2006, tr. 14.
68. ↑  Gibson 1996, tr. 205.
69. ↑  Walker, Bernstein & Lang 2003, tr. 42.
70. ↑  Walker, Bernstein & Lang 2003, tr. 44.
71. ↑  A 20-Year History of the Anti-Ballistic Missile. Bell Labs. ngày 17 tháng 5 năm 2012.  Sự kiện xảy ra vào lúc 15:46. Bản gốc lưu trữ ngày 21 tháng 5 năm 2015. Truy cập ngày 8 tháng 3 năm 2021.
72. ↑  Bell Labs 1975, tr. 1.23.
73. ↑  Bell Labs 1975, tr. 1.24.
74. ↑  John Kennedy, others (ngày 5 tháng 6 năm 1963). Presidential Visit [JFK at White Sands]. White Sands Missile Range: John F. Kennedy Presidential Library and Museum.  Sự kiện xảy ra vào lúc 14 minutes.
75. 1 2  Walker, Bernstein & Lang 2003, tr. 41.
76. ↑  Kaplan 2006, tr. 10.
77. ↑  Leonard 2011, tr. 333.
78. 1 2  Bell Labs 1975, tr. 1.26.
79. 1 2 3  Bell Labs 1975, tr. 1.31.
80. ↑  Canavan 2003, tr. 6.
81. ↑  Hubbs, Mark (tháng 2 năm 2007). "Where We Began – the Nike Zeus Program" (PDF). The Eagle. tr. 14. Bản gốc (PDF) lưu trữ 20 tháng 10 2012. Truy cập 8 tháng 5 2013.
82. ↑  Bell Labs 1975, tr. 1.32.
83. ↑  "Program 505". Encyclopedia Astronautica. Truy cập ngày 18 tháng 5 năm 2013.
84. 1 2  WSEG 1959.
85. 1 2 3 4  Zeus 1962, tr. 167.
86. ↑  Bell Labs 1975, tr. II, 1.1.
87. 1 2  Bell Labs 1975, tr. II, 1.14.
88. ↑  Bell Labs 1975, tr. II, 1.12.
89. ↑  Bell Labs 1975, tr. II, 1.11.
90. 1 2  Program For Deployment Of Nike Zeus (Báo cáo kỹ thuật). ngày 30 tháng 9 năm 1961. Bản gốc lưu trữ ngày 28 tháng 6 năm 2020. Truy cập ngày 8 tháng 3 năm 2021.
91. ↑  Bell Labs 1975, tr. II, 1.25.
92. ↑  Bell Labs 1975, tr. I, 1.18.
93. ↑  Zeus 1962, tr. 167, 170.
94. 1 2  Bell Labs 1975, tr. I, 1.4.
95. ↑  WSEG 1959, tr. 10.
96. 1 2  Bell Labs 1975, tr. 1.1.
97. ↑  WSEG 1959, tr. 160.
98. ↑  "Nike Zeus". Encyclopedia Astronautica. Truy cập ngày 18 tháng 5 năm 2013.
99. ↑  Kaplan 2006, tr. 12.
100. 1 2  Bell Labs 1975, tr. 10-1.
101. ↑  Bell Labs 1975, tr. I-31.
102. ↑  Berhow 2005, tr. 60.
103. ↑  Bell Labs 1975, tr. 1–33.